# بورنموث
بورنموث (بالإنجليزية: Bournemouth) هي مدينة في مقاطعة دورست، في إنجلترا. وهي أكبر مدينة في المقاطعة، يبلغ عدد سكانها أكثر من 163,444 نسمة وبذلك تكون أكثر المدن سكاناً في دورست والتي بدورها يبلغ عدد سكانها الإجمالي أكثر من 465,000 نسمة.
عرفت بورنموث في عام 1810 على يد لويس تروجنول، وكان لسكة الحديد وسهولة المواصلات اثر لزياده تعدادها السكاني إلى أن أصبحت مدينة معترف بها عام 1870. في يومنا الحاضر، تعد بورنموث من أكثر المدن البريطانية جذباً للسياح ولطلبة اللغة الإنجليزية.
قبل أن يؤسسها لويس تريجونويل في عام 1810، كانت المنطقة عبارة عن براح مهجورة يزورها أحيانًا الصيادون والمهربون، وفي البداية تم تسويقها كمنتجع صحي، وقد تلقت المدينة دفعة عندما ظهرت في كتاب أوغسطس جرانفيل The Spas of England الذي صدر في عام 1841، وقد تسارع نمو بورنماوث مع وصول السكك الحديدية وأصبحت مدينة في عام 1870، وأصبحت جزء من مقاطعة هامبشاير التاريخية، انضمت بورنماوث إلى دورست لأغراض إدارية بعد إعادة تنظيم الحكومة المحلية في عام 1974. من خلال تغييرات الحكومة المحلية في عام 1997 بدأت المدينة تدار من قبل سلطة موحدة مستقلة عن مجلس مقاطعة دورست، على الرغم من أنها لا تزال جزءًا من تلك المقاطعات الاحتفالية في إنجلترا. منذ أبريل 2019 تم دمج السلطة الوحدوية مع سلطة بول بالإضافة إلى منطقة كرايستشيرش غير الحضرية لإنشاء سلطة وحدوية بورنماوث وكريستشيرش وبول.
يتميز وسط المدينة ببرج «كنيسة القديس بطرس» المبني وفق نمط العمارة الفيكتورية، والبالغ طوله 202 قدم (62 م)، والكنيسة واحدة من ثلاث كنائس مدرجة من الدرجة الأولى في البلدة، وهي وجهة شهيرة للسياح، حيث تجذب أكثر من خمسة ملايين زائر سنويًا بشواطئها وحياتها الليلية الشهيرة. وتعد المدينة أيضًا مركزًا إقليميًا للأعمال، وهي موطن لمركز بورنماوث الدولي أو BIC، وقطاع مالي تبلغ قيمته الإجمالية أكثر من 1,000 مليون جنيه إسترليني.

## الأسماء الجغرافية
أول ذكر لبورنماوث في كارتلاري كرايستشيرش لعام 1406 حيث يصف راهب كيف تم غسل سمكة كبيرة ("uni magno piscis") بطول 18 قدم (5.5 م) في «لا بورنيموث» في أكتوبر من ذلك العام وأخذت إلى مانور أوف ويك وبعد ستة أيام تم جمع جزء من السمكة بواسطة قانون من كنيسة كرايستشيرش وأخذت منه كعشر. ومع ذلك كانت "La Bournemowthe" مجرد إشارة جغرافية إلى المنطقة غير المأهولة حول مصب النهر الصغير والتي بدورها جفت الأراضي الصحراوية بين مدينتي بول وكريستشيرش. تعني كلمة بورن مجرى صغير وهي مشتقة من الكلمة الإنجليزية القديمة burna بيرنا والتي تعني جدول.
منذ النصف الأخير من القرن السادس عشر يبدو أن "Bourne Mouth" هو المفضل حيث تم تسجيله على هذا النحو في المسوحات والتقارير الخاصة بهذه الفترة ولكن يبدو أنه تم اختصاره إلى "Bourne" بعد أن بدأت المنطقة في التطور. ونُشر دليل سفر عام 1831 يطلق على المكان اسم «بورن كليف» أو «بورن تريجونويل» نسبة إلى مؤسسها. تم نشر Spas of England بعد عشر سنوات وتطلق عليها ببساطة اسم "Bourne"  كما تفعل طبعة 1838 من Hampshire Advertiser. وفي أواخر القرن التاسع عشر أصبحت «بورنماوث» سائدة على الرغم من أن شكلها المكون من كلمتين يبدو أنه ظل قيد الاستخدام حتى أوائل القرن العشرين على الأقل وظهر على خريطة العتاد عام 1909.

## التاريخ

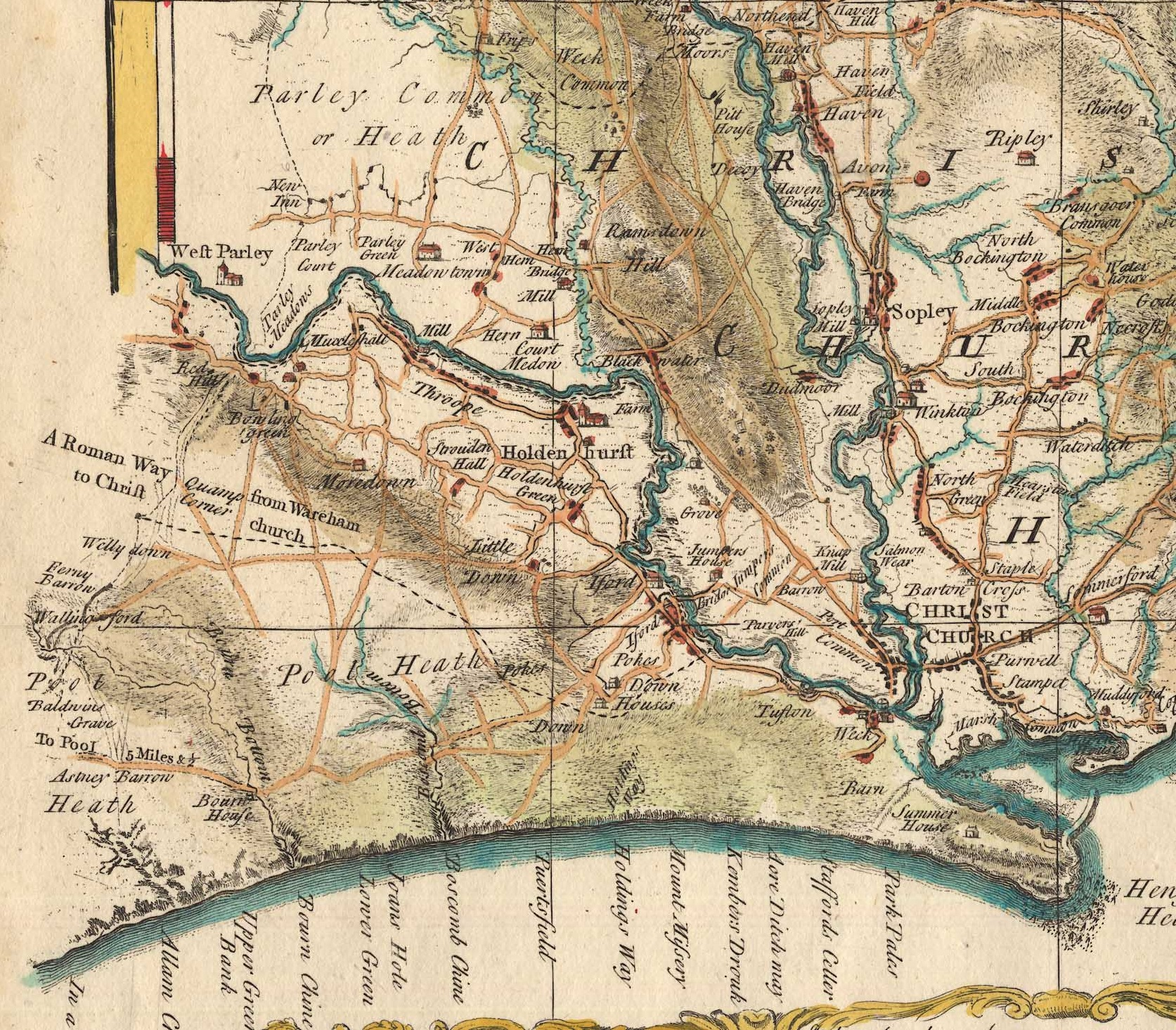
قسم من خريطة عام 1759 لهامبشاير رسمها إسحاق تايلور، تُظهر مانور أوف كرايستشيرش والمنطقة المحيطة بسلسلة بورن الصينية

في القرن الثاني عشر كانت المنطقة المحيطة بمصب نهر بورن جزءًا من Hundred of Holdenhurst. تحولت Hundred فيما بعد إلى «ليبرتي أوف ويستوفر» (بالإنجليزية: Liberty of Westover) عندما تم تمديدها لتشمل مستوطنات شمال اشلي، بورنموث، Muccleshell، Throop، Iford، Pokesdown، Tuckton والفتيلة، ودمجها في «مانور كرايستشيرش». على الرغم من أن دورست والمنطقة المحيطة بهامبشاير كانت موقع المستوطنات البشرية منذ آلاف السنين، وكانت Westover إلى حد كبير جرداء وبراح قبل 1800،  وفي عام 1574 أشار إيرل ساوثهامبتون إلى أن المنطقة كانت «خالية من جميع المساكن» وفي أواخر عام 1795 سجل دوق روتلاند أن «... لم يكن هناك إنسان يوجهنا في هذه الأرض القاحلة وغير المزروعة».
في أواخر القرن التاسع عشر وأوائل القرن العشرين، نمت منطقة بورنماوث لتشمل عددًا من المستوطنات القديمة على طول نهر ستور، بما في ذلك لونجهام حيث تم العثور على جمجمة يعتقد أن عمرها 5500 عام في عام 1932. وتشير مدافن العصر البرونزي بالقرب من مورداون واكتشاف فخار العصر الحديدي على الجرف الشرقي في عام 1969 إلى احتمال وجود مستوطنات هناك خلال تلك الفترة. وكان هينجيستبري هيد (بالإنجليزية: Hengistbury Head)
الذي أضيف إلى البلدة في عام 1932 موقع معسكر أقدم بكثير من العصر الحجري القديم.
خلال النصف الأخير من القرن السادس عشر بدأ جيمس بلونت بارون ماونت جوي السادس في التنقيب عن الشبة في المنطقة، وفي وقت من الأوقات تم استخدام جزء من الصحة للصيد، على الرغم من أنه بحلول أواخر القرن الثامن عشر لم يبق سوى القليل من الأدلة على أي من الحدثين. ولم يكن أحد يعيش عند مصب نهر بورن وكان الزوار المنتظمون الوحيدون للمنطقة قبل القرن التاسع عشر عبارة عن عدد قليل من الصيادين وقاطعي الحشائش وعصابات المهربين.

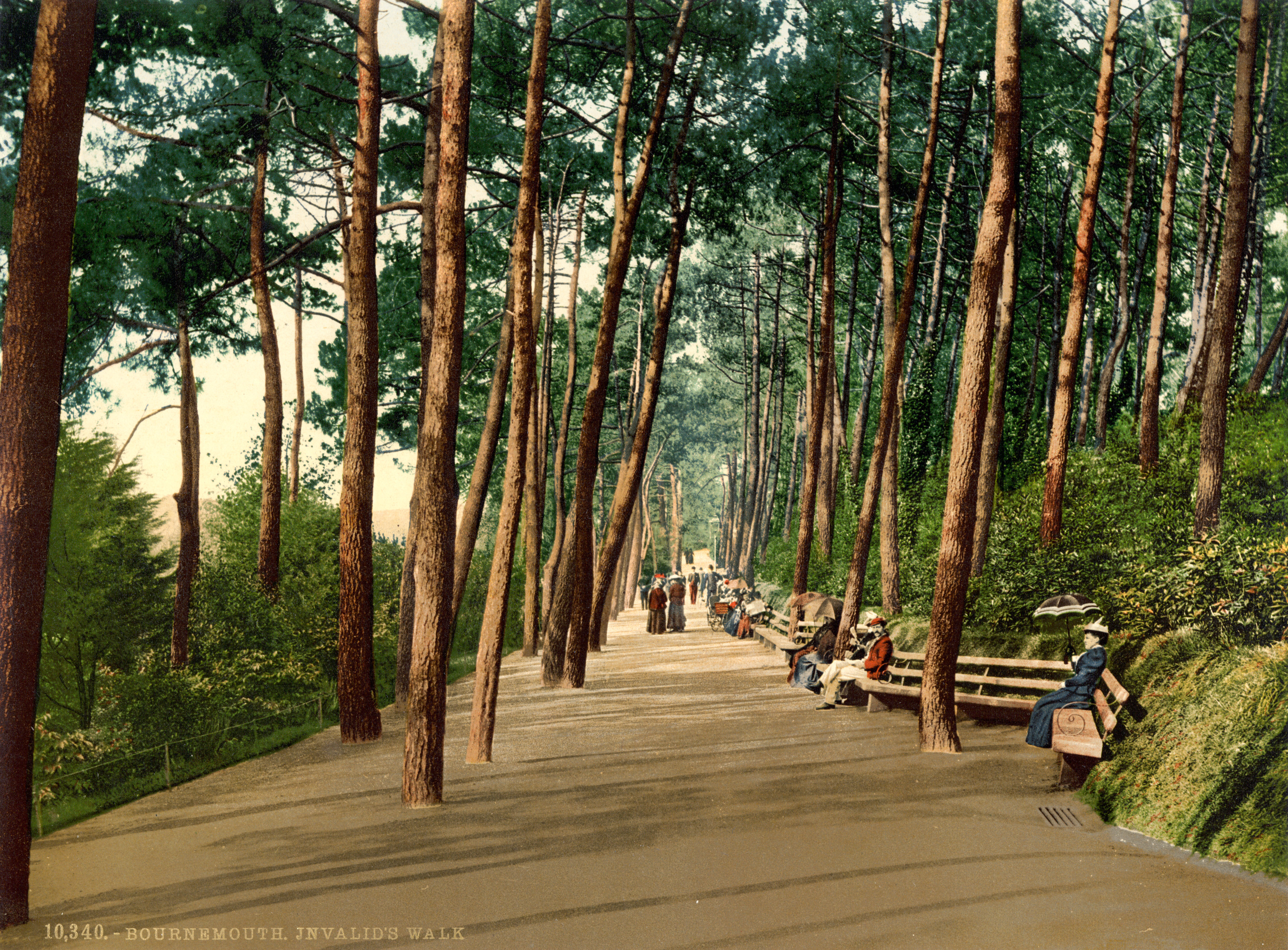
فوتوكروم من مسيرة المعاقين، 1890

قبل قانون Christchurch Inclosures 1802، كان أكثر من 70٪ من منطقة Westover أراضي مشتركة، حيث نقل القانون جنبًا إلى جنب مع جائزة مفوضي الشمول لعام 1805، 5,000 أكر (2,000 ها) في أيدي خمسة من الملاك الخاصين، بما في ذلك جيمس هاريس، وإيرل مالمسبري الأول، والسير جورج إيفيسون تابس. وفي عام 1809 ظهرت حانة Tapps Arms في هيث. وبعد بضع سنوات في عام 1812 انتقل أول مقيمين رسميين، ضابط الجيش المتقاعد لويس تريجونويل وزوجته، إلى منزلهم الجديد المبني على أرض تم شراؤها من Tapps. وكانت المنطقة معروفة جيدًا لـ Tregonwell الذي قضى خلال حروب نابليون الكثير من وقته في البحث عن الغزاة والمهربين الفرنسيين في الصحة والسواحل.
قام Tregonwell ببناء سلسلة من الفيلات على أرضه بين عامي 1816 و1822، متوقعًا أن يأتي الناس إلى المنطقة للانغماس في التسلية العصرية الجديدة للاستحمام في البحر، وهو نشاط له فوائد صحية متصورة، والتي كان يأمل في تركها. دفع الاعتقاد السائد بأن الهواء برائحة الصنوبر مفيد لأمراض الرئة وخاصة مرض السل مما دفع تريجونويل وتابس إلى زراعة مئات أشجار الصنوبر. وكانت هذه المحاولات المبكرة للترويج للمدينة كمنتجع صحي تعني أنه بحلول الوقت الذي توفي فيه تريجونويل في عام 1832، نمت بورنماوث إلى مجتمع صغير يتناثر فيه المنازل والفيلات والمنازل الريفية. ونمت المدينة في نهاية المطاف حول أشجار الصنوبر المتناثرة والمشي على جانبي الأشجار إلى الشاطئ، وأصبح يُعرف فيما بعد باسم ممشى المعاقين.
بعد وفاة تابس في عام 1835، ورث ابنه السير جورج ويليام تابس جيرفيس تركة والده، واستأجر المهندس المعماري المحلي الشاب بنيامين فيري لتطوير المنطقة الساحلية على الجانب الشرقي من الجدول. وتم افتتاح أول فندق في بورنماوث وأصبح فيما بعد جزءًا من فندق رويال باث في عام 1838 وهو أحد المباني القليلة التي صممها فيري والتي لا تزال قائمة ولا زالت تعمل.
نمت بورنموث بمعدل أسرع حيث بدأ Tapps-Gervis في تطوير المنطقة بشكل مشابه لمنتجعات الساحل الجنوبي في وايمث وبرايتون. وعلى الرغم من الاستثمارات الهائلة ظلت حصة المدينة في السوق متواضعة. وفي عام 1841 دعا Tapps-Gervis الطبيب والكاتب Augustus Granville للبقاء في المنطقة، وكان جرانفيل مؤلف كتاب The Spas of England الذي وصف المنتجعات الصحية في جميع أنحاء البلاد، ونتيجة لزيارته قام بتضمين فصل عن بورنماوث في الطبعة الثانية من كتابه، وساعد نشر الكتاب في زيادة عدد الزوار الباحثين عن الاستخدام الطبي لمياه البحر والهواء المعطر بأشجار الصنوبر، وفي نمو المدينة وترسيخ مكانتها كوجهة سياحية مبكرة.

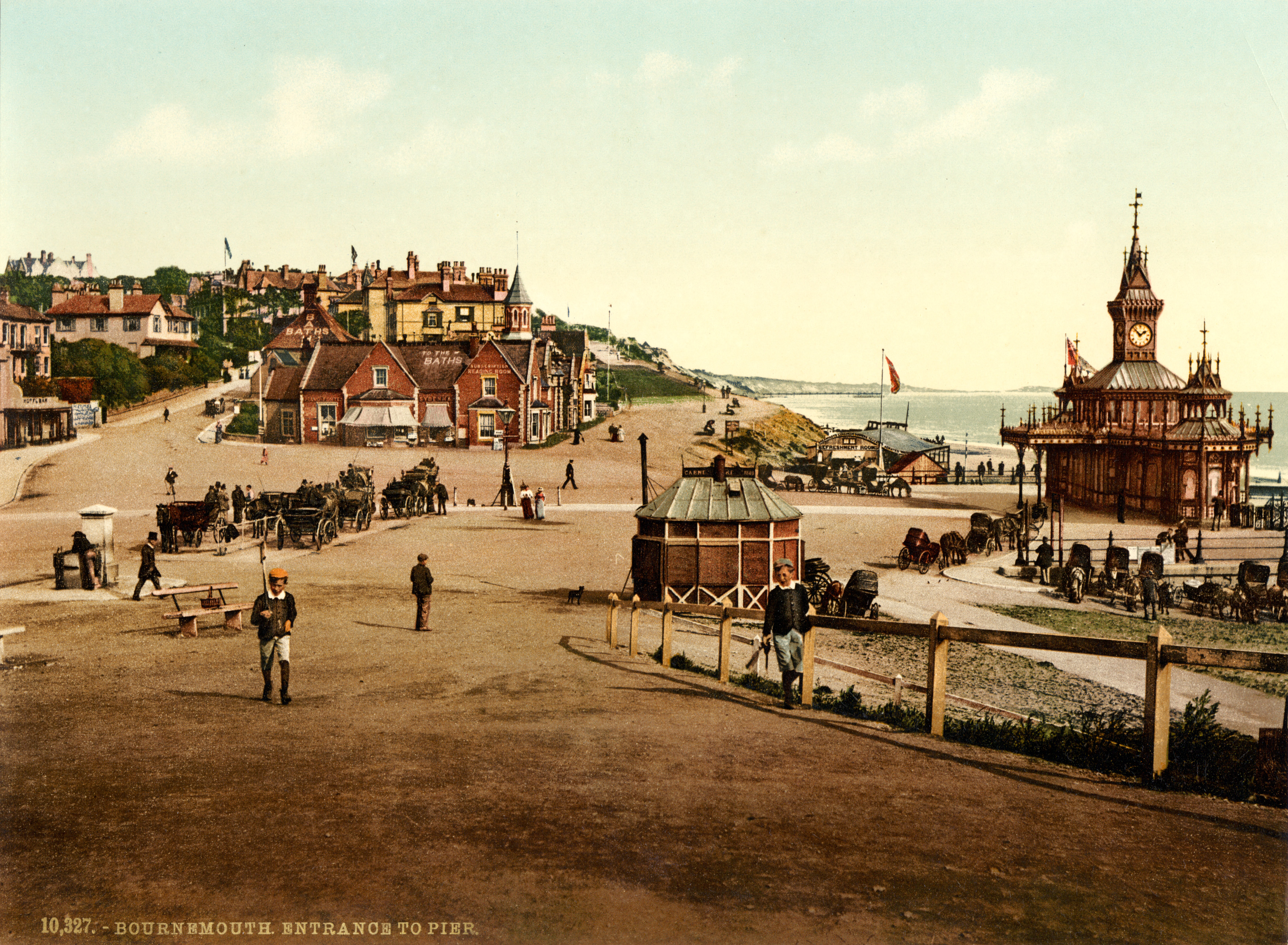
فوتوكروم لمدخل الرصيف 1890

في أربعينيات القرن التاسع عشر، تم استبدال «بنيامين فيري» بـ «ديسيموس بيرتون»، الذي تضمنت خططه لبورنماوث بناء حديقة بجانب مجرى بورن وهي الفكرة التي طرحها جرانفيل لأول مرة، وتم تجفيف الحقول الواقعة جنوب معبر الطريق (فيما بعد ميدان بورنماوث) ووضعت بالشجيرات والمشى، ولا تزال العديد من هذه المسارات بما في ذلك ممشى المعاقي في المدينة اليوم. توم الانتهاء من اقتراح ثانٍ لمصحة جرانفيل، في عام 1855 ورفعت صورة بورنماوث بشكل كبير كمكان للتعافي.
في الوقت الذي كانت الطريقة الأكثر ملاءمة للوصول إلى المدينة هي عن طريق البحر، كان الرصيف يعتبر ضرورة وكان مجلس أبرشية هولدنهورست مترددًا في العثور على المال وكانت محاولة جمع الأموال بشكل خاص في عام 1847 قد نجحت فقط في تمويل رصيف صغير 100 قدم (30 م). ومنح قانون تحسين بورنماوث لعام 1856 قدرًا أكبر من الاستقلال المالي للمدينة وتمت الموافقة على رصيف في ذلك العام وتم بناء عدد من الهياكل الخشبية 838 قدم (255 م) وتم الانتهاء من تصميم أوجينيوس بيرش من الحديد الزهر في عام 1880. وبموجب القانون تم إنشاء مجلس من 13 مفوضًا لبناء وتنظيم البنية التحتية الموسعة للمدينة، مثل الرصف والمجاري والصرف الصحي وإنارة الشوارع وتنظيف الشوارع.
أدى وصول السكك الحديدية في عام 1870 إلى نمو هائل في عدد زوار شاطيء البحر وزوار الصيف إلى المدينة، وخاصة من ميدلاندز ولندن. وفي عام 1880 كان عدد سكان المدينة 17000 نسمة، ولكن بحلول عام 1900 عندما كانت وصلات السكك الحديدية إلى بورنماوث في أوج تطورها، ارتفع عدد سكان المدينة إلى 60 ألفًا وأصبحت موقعًا مفضلاً لزيارة الفنانين والكتاب. وتم تحسين المدينة بشكل كبير خلال هذه الفترة من خلال جهود السير ميرتون راسل كوتس عمدة المدينة والمحسن المحلي الذي ساعد في إنشاء أول مكتبة ومتحف في المدينة. وأقيم معرض ومتحف Russell-Cotes للفنون في قصره وبعد وفاته تم تسليمه إلى المدينة. أصبحت بورنماوث منطقة بلدية في عام 1890 وبلدة مقاطعة في عام 1900.
مع زيادة نمو بورنماوث في أوائل القرن العشرين أنتج وسط المدينة المسارح والمقاهي ودور السينما على طراز آرت ديكو والمزيد من الفنادق، وقد تضمنت المباني الجديدة الأخرى النصب التذكاري للحرب في عام 1921 وجناح بورنماوث وقاعة الحفلات الموسيقية والمسرح الكبير في المدينة الذي تم الانتهاء منه في عام 1925.
نجت المدينة من القصف العنيف خلال الحرب العالمية الثانية، لكن الواجهة البحرية لحقت بها أضرار جسيمة عندما تم تحصينها ضد الغزو،  حيث تمت إزالة أعمدة الإنارة والمقاعد المصنوعة من الحديد الزهر على طول الجبهة وصهرتها للذخيرة، كما كانت الكثير من البنية الفوقية من أرصفة بورنماوث وبوسكومب قبل اختراقها لمنع استخدامها من قبل سفن العدو. ووضعت كميات كبيرة من الأسلاك والمضادة للدبابات العقبات الشائكة على طول الشاطئ، والألغام على سفح تشاينا، واستغرق عامين لإزالتها عندما تحقق السلام في نهاية المطاف.

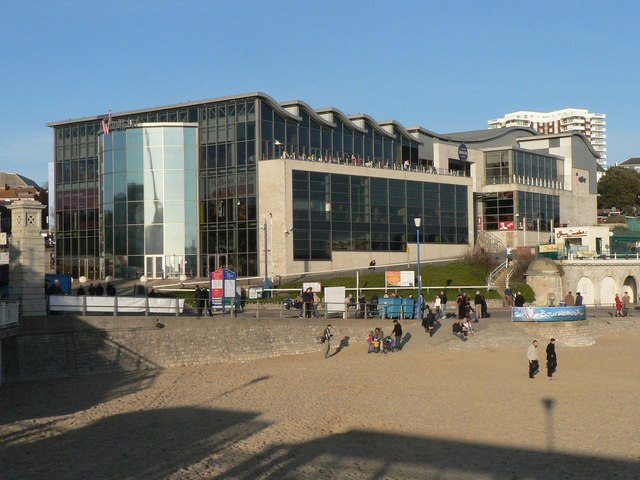
مجمع ووترفرونت للسينما والترفيه (هُدم الآن)

أقامت المؤسسة الملكية الوطنية لقوارب النجاة قارب نجاة على الشاطئ في بورنماوث بين عامي 1965 و1972، وتم توفير تغطية للمنطقة من محطة Poole Lifeboat،  وتم إنشاء مركز بورنماوث الدولي (BIC) بالقرب من الواجهة البحرية في عام 1984، وهو مركز كبير للمؤتمرات والمعارض،  وفي العام التالي أصبحت بورنماوث أول مدينة في المملكة المتحدة تقدم وتستخدم كاميرات الدوائر التلفزيونية المغلقة للشوارع العامة- المراقبة القائمة.
في عام 1993 دبر الجيش الجمهوري الأيرلندي هجومًا إرهابيًا في وسط المدينة. كانت الإصابات الوحيدة التي لحقت بها إصابات طفيفة ولكن تسببت في أضرار تزيد عن مليون جنيه إسترليني.
تم بناء مجمع ووترفرونت الذي كان مخصصًا لإقامة سينما آيماكس على الواجهة البحرية في عام 1998. حيث يتميز المبنى الخرساني والزجاج المدخن بارتفاع 19 مترا (62 قدما) بتصميم سقف متموج، لكن السكان والزوار احتقروه على حد سواء لأنه حجب الإطلالات على الخليج وجزيرة بوربيك،  وفي عام 2005، تم التصويت عليه كأكثر المباني مكروهًا في إنجلترا في استطلاع أجراه برنامج القناة الرابعة Demolition الذي شارك فيه 10000 شخص وتم سحبه في ربيع 2013. يستخدم الموقع الآن كساحة أحداث خارجية، حيث أكمل المجلس مؤخرًا إعادة تطوير أكبر للموقع وأرض المجلس المجاورة.
في عام 2012 لم تنجح بورنموث في عرضها للحصول على مكانة المدينة حيث خسرت أمام تشيلمسفورد إسيكس في منافسة مع 26 مدينة أخرى لإحياء ذكرى اليوبيل الماسي لإليزابيث الثانية.

## الحكومة

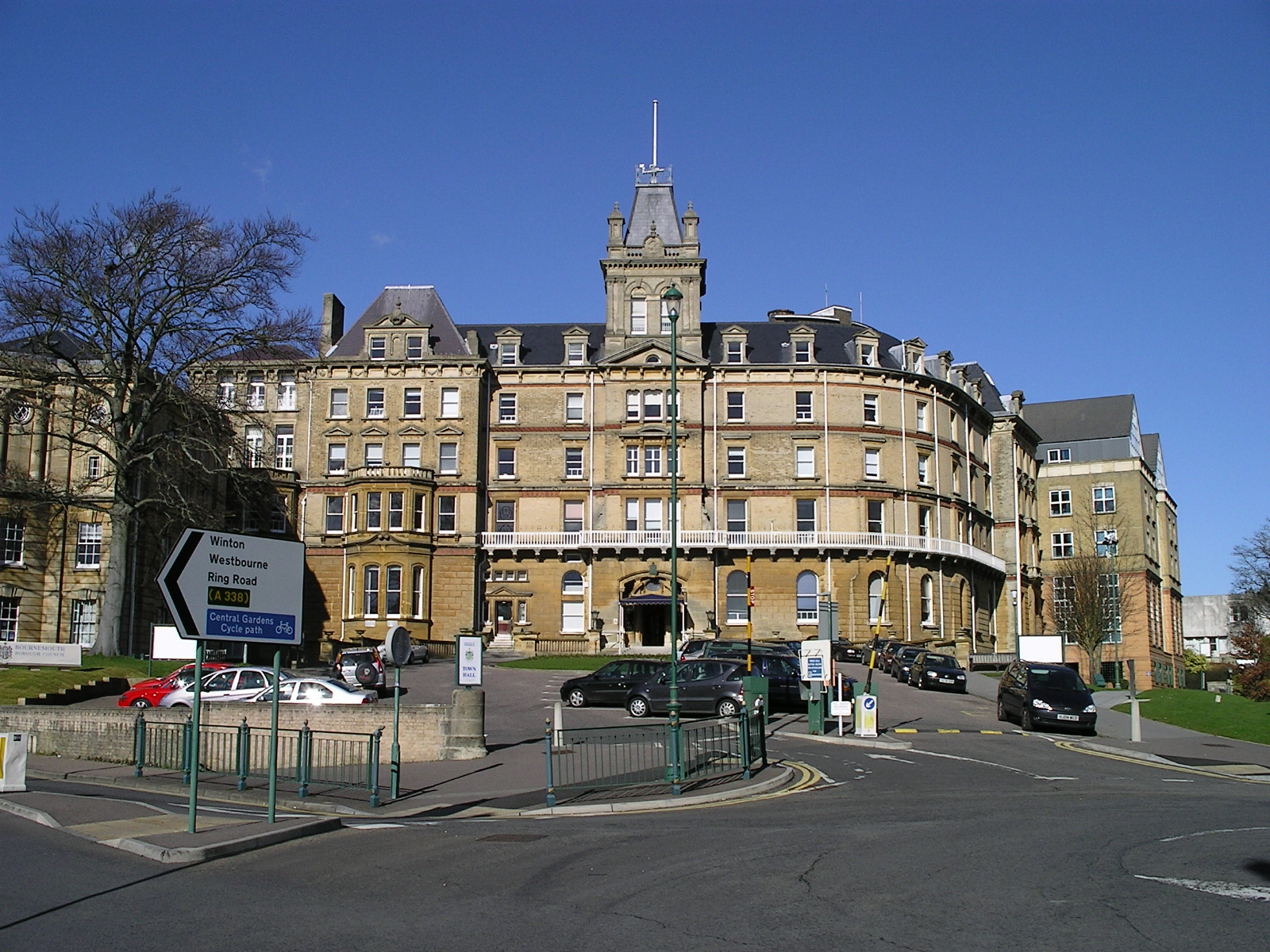
تم بناء Bournemouth Town Hall في الفترة الفيكتورية وكان في الأصل بمثابة فندق لزوار المدينة.

كانت بورنماوث تاريخياً جزءًا من هامبشاير مع المنطقة المجاورة بول، وفي وقت إعادة تنظيم الحكومة المحلية عام 1974، كان من المرغوب فيه أن تكون المنطقة الحضرية في بول/بورنماوث بأكملها جزءًا من نفس المقاطعة. وبالتالي أصبحت بورنماوث جزءًا من مقاطعة دورست غير الحضرية في 1 أبريل 1974،  وفي 1 أبريل 1997 أصبحت بورنماوث سلطة موحدة مستقلة عن مجلس مقاطعة دورست. وبالنسبة للانتخابات المحلية تم تقسيم المنطقة إلى 18 قسمًا،  ويتم انتخاب مجلس بورنماوث بورو كل أربع سنوات.
في الانتخابات المحلية لعام 2011 سيطر المحافظون سيطرة شاملة حيث فازوا بـ 45 مقعدًا من أصل 51 مقعدًا. وينتخب المجلس عمدة ونائب رئيس البلدية سنويًا. رئيسة بلدية بورنموث لعام 2019-20 هي المستشارة سوزان فيليبس.
اعتبارًا من أبريل 2019 تم دمج مجالس دورست التسعة في مجلسين، وأصبحت بورنماوث جزءًا من سلطة موحدة مع كرايستشيرش وبول (المعروفة باسم BCP). لأغراض الملازم تظل جزءًا من مقاطعة دورست الاحتفالية. أجرى BCP انتخاباتها الأولى في عام 2019 والتي فاز فيها حزب المحافظين كأكبر حزب، ولكن بدون سيطرة شاملة، وتشكلت فيما بعد إدارة تحالف الوحدة للمجموعات الأخرى، من المقرر إجراء الانتخابات المقبلة في عام 2024.
تمثل بورنماوث دائرتان انتخابيتان برلمانيتان في مجلس العموم وهما: بورنماوث إيست وبورنموث ويست. وفي الانتخابات العامة لعام 2017 فاز توبياس إلوود بنسبة 51.9 ٪ من الأصوات في دائرة بورنماوث إيست، في حين فاز كونور بيرنز عن حزب المحافظين بنسبة 53.5٪ في الدائرة الثانية. ومع ذلك شهدت المقاعد بعض الزيادات في حصة تصويت العمال في البلاد، حيث بلغت الزيادات 18٪ في كل منها.

## الجغرافيا

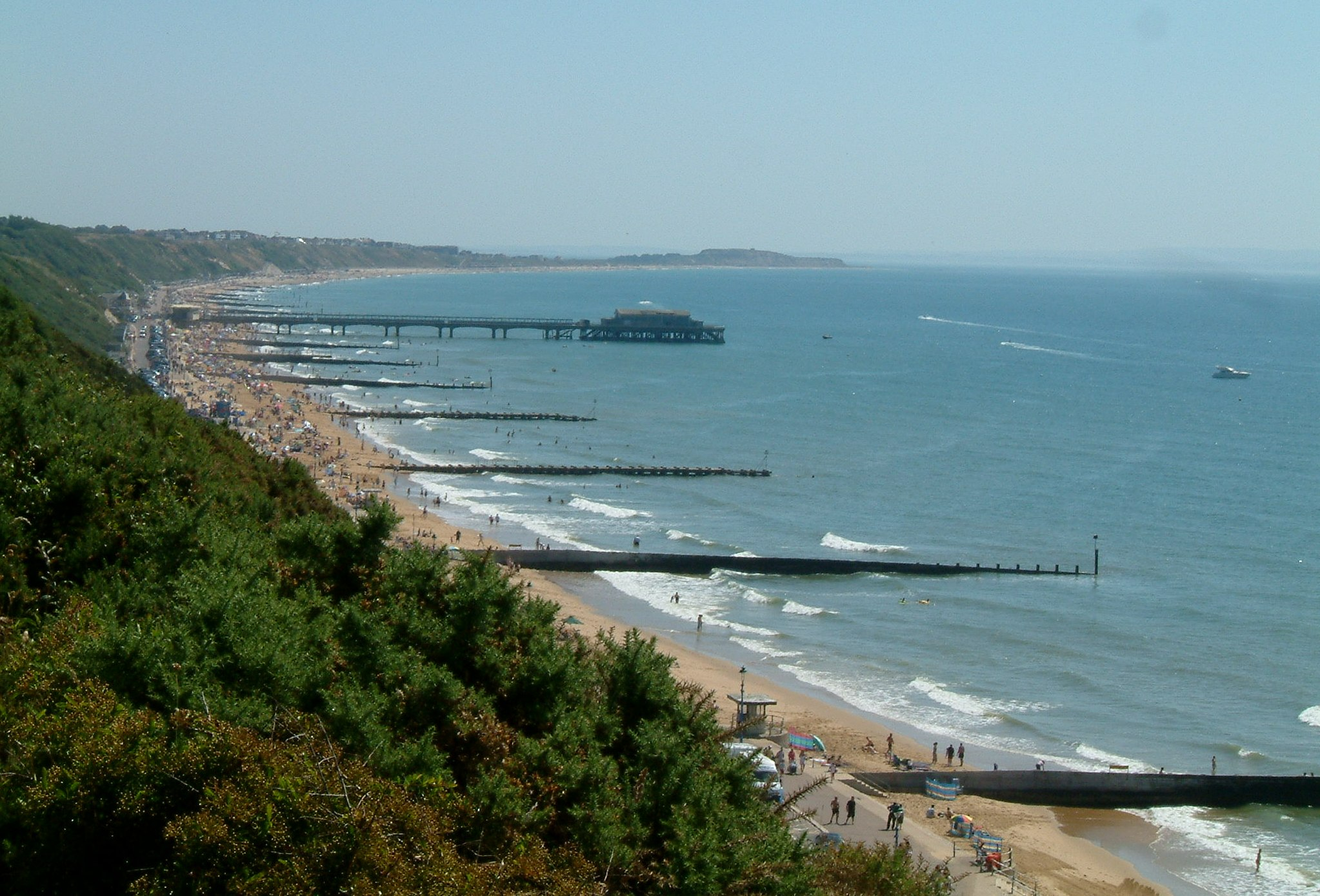
شاطئ بورنماوث ورصيف بوسكومب

تبعد بورنماوث حوالي 94 ميل (151 كـم) جنوب غرب لندن. حيث تقع البلدة على حدود الأحياء المجاورة لبول وكريستشيرش من الغرب والشرق على التوالي ومنطقة شرق دورست من الشمال. ويقع خليج بول إلى الجنوب،  ويشكل نهر ستور [الإنجليزية] حدًا طبيعيًا من الشمال والشرق وينتهي عند ميناء كرايستشيرش؛  بينما يرتفع نهر بورن [الإنجليزية] في بول ويتدفق إلى القناة الإنجليزية عبر وسط مدينة بورنماوث., تشكل مدن بول وبورنماوث وكريست تشيرش منطقة جنوب شرق دورست التي يبلغ عدد سكانها مجتمعة أكثر من 400 ألف نسمة، وتعد بورنماوث مركز تجاري للبيع بالتجزئة.
المناطق داخل بورنموث كما يلي:
- بوسكومب Boscombe
- كينسون Kinson
- ساوثبورن Southbourne
- سبرينغبورن Springbourne
- ثروب Throop
- يستبورن Westbourne
- وينتون Winton
- Pokesdown

تتميز جيولوجيا المنطقة بتنوع ضئيل، وتتألف بالكامل تقريبًا من طين الإيوسين الذي كان يدعم، قبل التحضر، بيئة الأراضي البرية. لا تزال بقع من النبتة الأصلية باقية، ولا سيما Turbary Common، 36 هكتار (89 أكر؛ 0.14 ميل2؛ 0.36 كـم2)، تم تصنيف الكثير منه كموقع ذي أهمية علمية خاصة. موطن الأراضي الصحراوية هذا هو موطن لجميع الأنواع الستة من الزواحف المحلية، ودارتفورد الدخلة وبعض النباتات الهامة مثل الندى والمستنقعات. تساعد مجموعات صغيرة من مهر إكسمور وماشية شتلاند في الحفاظ على المنطقة. تقع بورنماوث شمال أولد هاري روكس مباشرة، أقصى الطرف الشرقي من الساحل الجوراسي، 155 كيلومتر (96 ميل) من الخط الساحلي المعين كموقع للتراث العالمي في عام 2001. يمتد ساحل بورنماوث الخاص من Sandbanks إلى Christchurch Harbour ويتكون بشكل أساسي من الشواطئ الرملية المدعومة بالحصى والمنحدرات الطينية الرملية. يتم قطع هذه المنحدرات بواسطة عدد من تشاينا التي توفر الوصول الطبيعي إلى الشاطئ. في أقصى نقطة في الشرق تقع Hengistbury Head، وهي شبه جزيرة ضيقة تشكل الشاطئ الجنوبي لميناء Christchurch. إنها محمية طبيعية محلية وموقع مستوطنة من العصر البرونزي.

### المناخ
مثل كل مناطق المملكة المتحدة، لدى بورنموث مناخ محيطي معتدل مع اختلاف في درجات الحرارة السنوية واليومية، والصيف معتدل، والشتاء بارد، ومن 1981 إلى 2010 كان المتوسط السنوي لدرجة الحرارة 10 إلى 11 °م (50 إلى 52 °ف). وتعد الأشهر الأكثر دفئًا هي يوليو وأغسطس، حيث يتراوح متوسط درجة الحرارة بين 12 إلى 22 °م (54 إلى 72 °ف)، في حين أن أكثر الشهور برودة هي يناير وفبراير، حيث يبلغ متوسط درجة الحرارة من 1 إلى 8 °م (34 إلى 46 °ف). ويبلغ متوسط هطول الأمطار في بورنماوث حوالي 800 مليمتر (31 بوصة) سنويًا، وهو أقل بكثير من المتوسط الوطني البالغ 1,126 مليمتر (44.3 بوصة)، حيث تسجل درجات حرارة أعلى وأقل مما هو متوقع لموقعه الساحلي. ومنذ عام 1960 تراوحت درجات الحرارة القصوى كما تم قياسها في مطار بورنماوث هورن بين 34.1 °م (93.4 °ف) في أغسطس 1990،  وصولاً إلى −13.4 °م (7.9 °ف) في يناير 1963.
كانت أدنى درجة حرارة مسجلة في السنوات الأخيرة −10.4 °م (13.3 °ف) في ديسمبر 2010. وتم كسر أعلى مستوى قياسي في فبراير في عام 2019 بدرجة حرارة قياسية جديدة بلغت 17.8 درجة مئوية.
| البيانات المناخية لـبورنموث هورن 33 قدم (10 متر) فوق مستوى سطح البحر، 1981–2010، | البيانات المناخية لـبورنموث هورن 33 قدم (10 متر) فوق مستوى سطح البحر، 1981–2010، | البيانات المناخية لـبورنموث هورن 33 قدم (10 متر) فوق مستوى سطح البحر، 1981–2010، | البيانات المناخية لـبورنموث هورن 33 قدم (10 متر) فوق مستوى سطح البحر، 1981–2010، | البيانات المناخية لـبورنموث هورن 33 قدم (10 متر) فوق مستوى سطح البحر، 1981–2010، | البيانات المناخية لـبورنموث هورن 33 قدم (10 متر) فوق مستوى سطح البحر، 1981–2010، | البيانات المناخية لـبورنموث هورن 33 قدم (10 متر) فوق مستوى سطح البحر، 1981–2010، | البيانات المناخية لـبورنموث هورن 33 قدم (10 متر) فوق مستوى سطح البحر، 1981–2010، | البيانات المناخية لـبورنموث هورن 33 قدم (10 متر) فوق مستوى سطح البحر، 1981–2010، | البيانات المناخية لـبورنموث هورن 33 قدم (10 متر) فوق مستوى سطح البحر، 1981–2010، | البيانات المناخية لـبورنموث هورن 33 قدم (10 متر) فوق مستوى سطح البحر، 1981–2010، | البيانات المناخية لـبورنموث هورن 33 قدم (10 متر) فوق مستوى سطح البحر، 1981–2010، | البيانات المناخية لـبورنموث هورن 33 قدم (10 متر) فوق مستوى سطح البحر، 1981–2010، | البيانات المناخية لـبورنموث هورن 33 قدم (10 متر) فوق مستوى سطح البحر، 1981–2010، |
| الشهر                                                                            | يناير                                                                            | فبراير                                                                           | مارس                                                                             | أبريل                                                                            | مايو                                                                             | يونيو                                                                            | يوليو                                                                            | أغسطس                                                                            | سبتمبر                                                                           | أكتوبر                                                                           | نوفمبر                                                                           | ديسمبر                                                                           | المعدل السنوي                                                                    |
| -------------------------------------------------------------------------------- | -------------------------------------------------------------------------------- | -------------------------------------------------------------------------------- | -------------------------------------------------------------------------------- | -------------------------------------------------------------------------------- | -------------------------------------------------------------------------------- | -------------------------------------------------------------------------------- | -------------------------------------------------------------------------------- | -------------------------------------------------------------------------------- | -------------------------------------------------------------------------------- | -------------------------------------------------------------------------------- | -------------------------------------------------------------------------------- | -------------------------------------------------------------------------------- | -------------------------------------------------------------------------------- |
| الدرجة القصوى °م (°ف)                                                            | 14.7 (58.5)                                                                      | 17.8 (64.0)                                                                      | 21.0 (69.8)                                                                      | 25.0 (77.0)                                                                      | 27.6 (81.7)                                                                      | 33.8 (92.8)                                                                      | 33.9 (93.0)                                                                      | 34.1 (93.4)                                                                      | 27.9 (82.2)                                                                      | 25.2 (77.4)                                                                      | 19.8 (67.6)                                                                      | 16.0 (60.8)                                                                      | 34.1 (93.4)                                                                      |
| متوسط درجة الحرارة الكبرى °م (°ف)                                                | 8.4 (47.1)                                                                       | 8.5 (47.3)                                                                       | 11.0 (51.8)                                                                      | 13.5 (56.3)                                                                      | 17.0 (62.6)                                                                      | 19.8 (67.6)                                                                      | 22.1 (71.8)                                                                      | 22.0 (71.6)                                                                      | 19.3 (66.7)                                                                      | 15.3 (59.5)                                                                      | 11.5 (52.7)                                                                      | 8.7 (47.7)                                                                       | 14.8 (58.6)                                                                      |
| المتوسط اليومي °م (°ف)                                                           | 5.3 (41.5)                                                                       | 5.6 (42.1)                                                                       | 8.0 (46.4)                                                                       | 10.2 (50.4)                                                                      | 13.7 (56.7)                                                                      | 15.5 (59.9)                                                                      | 18.1 (64.6)                                                                      | 17.4 (63.3)                                                                      | 14.8 (58.6)                                                                      | 11.1 (52.0)                                                                      | 9.4 (48.9)                                                                       | 6.2 (43.2)                                                                       | 11.3 (52.3)                                                                      |
| متوسط درجة الحرارة الصغرى °م (°ف)                                                | 1.5 (34.7)                                                                       | 1.2 (34.2)                                                                       | 2.7 (36.9)                                                                       | 3.8 (38.8)                                                                       | 7.2 (45.0)                                                                       | 9.8 (49.6)                                                                       | 11.9 (53.4)                                                                      | 11.6 (52.9)                                                                      | 9.4 (48.9)                                                                       | 7.1 (44.8)                                                                       | 3.7 (38.7)                                                                       | 1.6 (34.9)                                                                       | 6.0 (42.7)                                                                       |
| أدنى درجة حرارة °م (°ف)                                                          | −13.4 (7.9)                                                                      | −10.9 (12.4)                                                                     | −10.2 (13.6)                                                                     | −5.7 (21.7)                                                                      | −3.6 (25.5)                                                                      | 0.4 (32.7)                                                                       | 2.6 (36.7)                                                                       | 2.1 (35.8)                                                                       | −1.4 (29.5)                                                                      | −6.4 (20.5)                                                                      | −9.6 (14.7)                                                                      | −10.5 (13.1)                                                                     | −13.4 (7.9)                                                                      |
| معدل هطول الأمطار مم (إنش)                                                       | 86.9 (3.42)                                                                      | 62.5 (2.46)                                                                      | 64.7 (2.55)                                                                      | 53.9 (2.12)                                                                      | 49.5 (1.95)                                                                      | 51.6 (2.03)                                                                      | 47.8 (1.88)                                                                      | 51.8 (2.04)                                                                      | 65.3 (2.57)                                                                      | 100.7 (3.96)                                                                     | 100.5 (3.96)                                                                     | 100.0 (3.94)                                                                     | 835.2 (32.88)                                                                    |
| متوسط الأيام الممطرة                                                             | 12.8                                                                             | 9.6                                                                              | 10.8                                                                             | 9.1                                                                              | 8.8                                                                              | 7.7                                                                              | 7.9                                                                              | 7.3                                                                              | 9.0                                                                              | 12.6                                                                             | 12.5                                                                             | 12.3                                                                             | 120.4                                                                            |
| ساعات سطوع الشمس الشهرية                                                         | 66.5                                                                             | 84.5                                                                             | 121.4                                                                            | 185.1                                                                            | 218.5                                                                            | 229.5                                                                            | 232.0                                                                            | 214.6                                                                            | 159.1                                                                            | 115.2                                                                            | 80.1                                                                             | 60.3                                                                             | 1٬766٫8                                                                          |
| المصدر #1: مكتب الأرصاد الجوية                                                   |                                                                                  |                                                                                  |                                                                                  |                                                                                  |                                                                                  |                                                                                  |                                                                                  |                                                                                  |                                                                                  |                                                                                  |                                                                                  |                                                                                  |                                                                                  |
| المصدر #2: أعلى تسجيل قياسي في نوفمبر                                            |                                                                                  |                                                                                  |                                                                                  |                                                                                  |                                                                                  |                                                                                  |                                                                                  |                                                                                  |                                                                                  |                                                                                  |                                                                                  |                                                                                  |                                                                                  |

| يناير            | فبراير           | مارس             | أبريل            | مايو              | يونيو             | يوليو             | أغسطس             | سبتمبر            | أكتوبر            | نوفمبر            | ديسمبر            | سنة               |
| ---------------- | ---------------- | ---------------- | ---------------- | ----------------- | ----------------- | ----------------- | ----------------- | ----------------- | ----------------- | ----------------- | ----------------- | ----------------- |
| 9.6 °م (49.3 °ف) | 9.1 °م (48.4 °ف) | 8.7 °م (47.7 °ف) | 9.9 °م (49.8 °ف) | 11.4 °م (52.5 °ف) | 13.4 °م (56.1 °ف) | 15.2 °م (59.4 °ف) | 16.6 °م (61.9 °ف) | 17.3 °م (63.1 °ف) | 16.2 °م (61.2 °ف) | 14.3 °م (57.7 °ف) | 11.8 °م (53.2 °ف) | 12.8 °م (55.0 °ف) |

### الحزام الأخضر
تقع بورنماوث في وسط منطقة الحزام الأخضر التي تمتد إلى المقاطعات المحيطة الأوسع، وهي قائمة للحد من الزحف العمراني ومنع المدن في جنوب شرق دورست من التقارب، ولحماية هوية المجتمعات البعيدة، والحفاظ على الريف القريب، حيث يتم تحقيق ذلك من خلال تقييد التطوير غير الملائم داخل المناطق المخصصة وفرض شروط أكثر صرامة على البناء المسموح به.
يوجد في بورنماوث مناطق صغيرة من الحزام الأخضر داخل منطقتها في الشمال والشرق ومعظمها على طول أطراف الحدود المشتركة مع كرايستشيرش وشرق دورست. وتغطي ميزات المناظر الطبيعية ومرافق الحقول الخضراء بما في ذلك نهر ستور، وطريق وادي ستور، ومحميات ومشتل ميلهامز ميد وستور فالي الطبيعية، وهينجيستبري هيد، والمجتمعات الصغيرة في ثروب وهولدنهيرست. Turbary Park هي أرض برية وهي موقع محمي ذي أهمية علمية خاصة.

## الديموغرافيا
| الديموغرافيا الدينية | الديموغرافيا الدينية | الديموغرافيا الدينية | الديموغرافيا الدينية | الديموغرافيا الدينية | الديموغرافيا الدينية | الديموغرافيا الدينية | الديموغرافيا الدينية |
| الدين                | ٪ تعداد السكان       |                      | الدين                | ٪ تعداد السكان       |                      | الدين                | ٪ تعداد السكان       |
| -------------------- | -------------------- | -------------------- | -------------------- | -------------------- | -------------------- | -------------------- | -------------------- |
| مسيحي                | 57.1                 |                      | بوذي                 | 0.7                  |                      | هندوسي               | 0.7                  |
| يهودي                | 0.7                  | مسلم                 | 1.8                  | السيخ                | 0.1                  |                      |                      |
| دين آخر              | 0.7                  | لا دين               | 30.5                 | لم يذكر              | 7.8                  |                      |                      |

يبلغ عدد سكان بورنموث 183491 نسمة حسب تعداد 2011 منهم 91386 ذكور و92105 إناث، وهو ما يعادل 49.8٪ و50.2٪ من السكان على التوالي. ويبلغ متوسط العمر لجميع الأشخاص 40 سنة،  وتبلغ الكثافة 4000 نسمة لكل كيلومتر مربع، وتتمتع بورنماوث بأعلى كثافة سكانية مقارنة بأي سلطة في المنطقة الجنوبية الغربية، وهي ثامن أكثر سكانها.
يصف الكثير من السكان 83.8٪ عرقهم بأنه «بريطاني أبيض» بينما تمثل نسبة المجموعات البيضاء الأخرى 8.1٪، وتشكل المجموعات الآسيوية من الهند، وباكستان، وبنغلاديشي، والصين 3.9٪ من السكان، فيما يشكل السود البريطانيون والأفارقة السود والكاريبيون الأسود والمجموعات السوداء الأخرى 1.0 ٪ من السكان، ويشكل الأشخاص المنتمون إلى العرق المختلط 2.3 ٪ من السكان، و0.9 ٪ من مجموعات عرقية أخرى.
شكل المسيحيون 57.1٪ من السكان لكن 30٪ من السكان قالوا إنهم لا دين لهم و7.8٪ رفضوا الإفصاح عما إذا كانوا متدينين أم لا. وكان المسلمون 1.8٪ والبوذيون والهندوس واليهود لكل منهم 0.7٪ والسيخ 0.1٪. وشكلت الديانات الأخرى 0.7٪.
من بين جميع سكان بورنماوث الذين تبلغ أعمارهم 16 عامًا أو أكثر لم يكن لدى 19.1٪ منهم مؤهلات على الإطلاق، على الرغم من أن 35٪ قالوا إن لديهم شهادة ثانوية أو ما يعادلها، بينما 15.8٪ حصلوا على درجة علمية، مثل بكالوريوس أو بكالوريوس أو درجة أعلى مثل ماجستير أو دكتوراه، ويحمل المؤهل المهني 13.9٪ من المقيمين. تم إكمال التلمذة الصناعية بنسبة 6.3٪ من السكان، بينما حصل 16.9٪ على مؤهل مهني أو متعلق بالعمل و8.3٪ يحمل مؤهلًا أجنبيًا.
| السكان التاريخيون لبورنموث | السكان التاريخيون لبورنموث | السكان التاريخيون لبورنموث | السكان التاريخيون لبورنموث | السكان التاريخيون لبورنموث | السكان التاريخيون لبورنموث | السكان التاريخيون لبورنموث | السكان التاريخيون لبورنموث |
| العام | تعداد السكان               |                            | العام                      | تعداد السكان               |                            | العام                      | تعداد السكان               |
| --- | -------------------------- | -------------------------- | -------------------------- | -------------------------- | -------------------------- | -------------------------- | -------------------------- |
| 1801 | 726                        |                            | 1871                       | 13,160                     |                            | 1941                       | 128.099                    |
| 1811 | 738                        | 1881                       | 18.725                     | 1951                       | 144.531                    |                            |                            |
| 1821 | 877                        | 1891                       | 34,098                     | 1961                       | 149106                     |                            |                            |
| 1831 | 1,104                      | 1901                       | 52981                      | 1971                       | 153906                     |                            |                            |
| 1841 | 1,605                      | 1911                       | 82,424                     | 1981                       | 140216                     |                            |                            |
| 1851 | 2,029                      | 1921                       | 96741                      | 1991                       | 158.711                    |                            |                            |
| 1861 | 7594                       | 1931                       | 113,557                    | 2001                       | 163,441                    |                            |                            |
| الأرقام التاريخية للسكان هي لمنطقة تعادل السلطة الموحدة الحديثة لبورنماوث المصدر: GIS / University of Portsmouth، A Vision of Britain through Time. |                            |                            |                            |                            |                            |                            |                            |

تاريخيا، عانت بورنموث من معدلات سلبية للزيادة الطبيعية واعتمدت على الهجرة للحفاظ على النمو السكاني. لكن في عام 2007 تجاوز عدد المواليد الوفيات لأول مرة، واستمر هذا الاتجاه حتى عام 2011 وأدى هذا إلى ارتفاع حاد في عدد السكان المقيمين منذ عام 2001، والزيادة الكبيرة في عدد الأشخاص الذين ينتقلون إلى المنطقة. تبلغ نسبة السكان الذين تزيد أعمارهم عن 85 سنة 3.3٪، مقارنة بـ 2.2٪ على الصعيد الوطني؛ ومع ذلك فإن أكبر مجموعة من الأشخاص الذين ينتقلون إلى المنطقة هم من الطلاب في الفئة العمرية 16-24 عامًا، و9٪ من السكان الحاليين تتراوح أعمارهم بين 20 و24 عامًا. في إنجلترا تمثل هذه الفئة العمرية 7٪ فقط. وفقًا لمركز المدن في عام 2016 كان عدد سكان بورنماوث ثالث أعلى متوسط عمر في أي مدينة في المملكة المتحدة، عند 42.8 عامًا.

## الاقتصاد

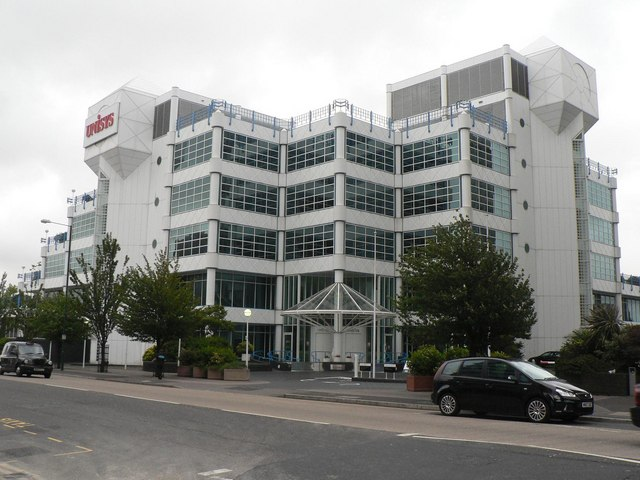
تعتبر الخدمات المالية ضرورية لاقتصاد المدينة وكانت Unisys رب عمل رئيسي في هذه الصناعة.

على غرار باقي أنحاء دورست يتركز اقتصاد بورنماوث بشكل أساسي في قطاع الخدمات، والذي وظف 95٪ من القوة العاملة في عام 2010. وكانت النسبة أعلى 10٪ من متوسط التوظيف في قطاع الخدمات لبريطانيا العظمى و11٪ أعلى من الجنوب الغربي، ويتسم قطاعا الخدمات المالية والعامة بأهمية خاصة حيث استمر خلال عام 2011 في إظهار نمو مستدام. مقارنة ببقية البلاد كان أداء بورنماوث جيدًا في هذين المجالين ولكن أداءه كان أقل في النقل والاتصالات.
أصغر منطقة جغرافية تتوفر عنها معلومات القيمة المضافة الإجمالية هي بورنماوث وبول اعتبارًا من 2012، أظهرت أن منطقة بورنماوث وبول تمتعت بأقوى نمو سنوي في منطقة الجنوب الغربي. في عام 2009 أظهرت الحسابات الإقليمية الجنوبية الغربية أن قطاع الخدمات المالية في بورنماوث كان بقيمة 1.031.8 مليون جنيه إسترليني في إجمالي القيمة المضافة. من بين أرباب العمل المهمين في هذا القطاع جي بي مورغان تشيس وNationwide Building Society وLiverpool Victoria وTata Consultancy Services (المعروفة سابقًا باسم Unisys) وشركات التأمين RIAS. يقع القطاع الثانوي للاقتصاد في الغالب في بول المجاورة، ولكن لا يزال يعمل 2٪ من القوى العاملة في عام 2010 و2.6٪ في عام 2011.  أرباب العمل البارزون في هذا القطاع هم Escor Toys وParvalux .
السياحة مهمة أيضا للاقتصاد المحلي وفي عام 2011، قام الزوار المحليون والأجانب بأكثر من 5.6 مليون رحلة إلى المدينة وأنفقوا ما يزيد عن 460 مليون جنيه إسترليني بينهما، ونتيجة لذلك يوجد ما يعادل 8.531 وظيفة بدوام كامل وهو ما يمثل 15٪ من إجمالي العمالة في المدينة. وتعد واجهة بورنماوث البحرية واحدة من أكبر مناطق الجذب في المملكة المتحدة حيث زارها 4.5 مليون زائر في عام 2011. ويوفر رجال الإنقاذ من RNLI تغطية موسمية لشواطئ بورنماوث.
تتمتع بورنماوث باقتصاد مزدهر للحياة الليلية، وتعد صناعة الترفيه ثلث الأعمال التجارية في وسط المدينة، وهي وجهة شهيرة لحفلات توديع العزوبية والزواج،  ويساهم رواد الحفلات بمبلغ 125 مليون جنيه إسترليني سنويًا في الاقتصاد ويدعمون 4000 وظيفة، وفي عام 2010 تم منح المدينة العلم الأرجواني لتوفيرها مجموعة متنوعة من الأنشطة الليلية مع الحفاظ على سلامة السكان والزوار. يشير تقرير مستقل نُشر في عام 2012 إلى أن هناك ارتفاعًا في السلوك المعادي للمجتمع والذي يعزوه إلى زيادة الحياة الليلية.
يشكل الأشخاص في سن العمل ما يقرب من 65 ٪ من سكان بورنماوث ومن بينهم 74.6 ٪ نشطون اقتصاديًا على الرغم من أنهم ليسوا بالضرورة يعملون في منطقة بورنماوث،  وقد وظفت الصناعة في بورنماوث أكثر من 76400 شخص في عام 2011 لكن ليس كلهم من سكان بورنماوث،  ومن بين العاملين في الصناعات القائمة في بورنماوث كان 29.32٪ يعملون في الإدارة العامة والتعليم وقطاع الصحة. ويقارن هذا بشكل إيجابي مع دورست والمنطقة الجنوبية الغربية والبلد ككل، وكما هو الحال مع القطاعات الكبيرة الأخرى: التوزيع والفنادق والمطاعم (29.06٪)، البنوك والتمويل والتأمين (24.48٪). يعمل 37.2٪ من سكان بورنماوث بدوام كامل بينما يعمل 13.3٪ بدوام جزئي، ويعمل 7.1٪ إضافيون بدوام كامل لحسابهم الخاص، و3.1٪ يعملون لحسابهم الخاص بدوام جزئي، ويمثل الطلاب المتفرغون بوظائف 5.3٪ و3.8٪ عاطلون عن العمل.
شوارع التسوق في الغالب مخصصة للمشاة مع وجود مراكز التسوق الحديثة والأروقة الفيكتورية ومجموعة كبيرة من الحانات والنوادي والمقاهي. ويوجد شمال المركز مجمع تسوق خارج المدينة يسمى Castlepoint بمساحة 41 أكر (17 ها) حيث يحتوي على 40 وحدة، وكان أكبر مركز تسوق في المملكة المتحدة عند افتتاحه عام 2003. وتقع مناطق التسوق الرئيسية الأخرى في منطقتي Westbourne وBoscombe.
| العمالة حسب القطاع (2011) | العمالة حسب القطاع (2011) | العمالة حسب القطاع (2011) | العمالة حسب القطاع (2011) | العمالة حسب القطاع (2011) | العمالة حسب القطاع (2011) | العمالة حسب القطاع (2011) | العمالة حسب القطاع (2011) | العمالة حسب القطاع (2011)      | العمالة حسب القطاع (2011) |
|                           | الزراعة والصيد            | الطاقة والمياه            | تصنيع                     | اعمال بناء                | التوزيع والفنادق والمطاعم | النقل والاتصالات          | البنوك والتمويل والتأمين  | الإدارة العامة والتعليم والصحة | صناعة أخرى                |
| ------------------------- | ------------------------- | ------------------------- | ------------------------- | ------------------------- | ------------------------- | ------------------------- | ------------------------- | ------------------------------ | ------------------------- |
| بورنماوث                  | 0.00٪ *                   | 0.52٪                     | 2.62٪                     | 3.14٪                     | 29.06٪                    | 6.28٪                     | 24.48٪                    | 29.32٪                         | 4.58٪                     |
| دورست                     | 0.38٪ *                   | 1.14٪                     | 11.16٪                    | 6.66٪                     | 27.58٪                    | 5.20٪                     | 13.51٪                    | 29.55٪                         | 4.82٪                     |
| منطقة الجنوب الغربي       | 2.91٪                     | 1.25٪                     | 9.20٪                     | 4.92٪                     | 25.12٪                    | 7.16٪                     | 18.20٪                    | 27.25٪                         | 4.01٪                     |
| إنجلترا وويلز             | 1.55٪                     | 1.12٪                     | 8.59٪                     | 4.72٪                     | 22.96٪                    | 8.51٪                     | 21.40٪                    | 26.56٪                         | 4.59٪                     |
| * الأرقام لا تشمل الزراعة |                           |                           |                           |                           |                           |                           |                           |                                |                           |

## الثقافة

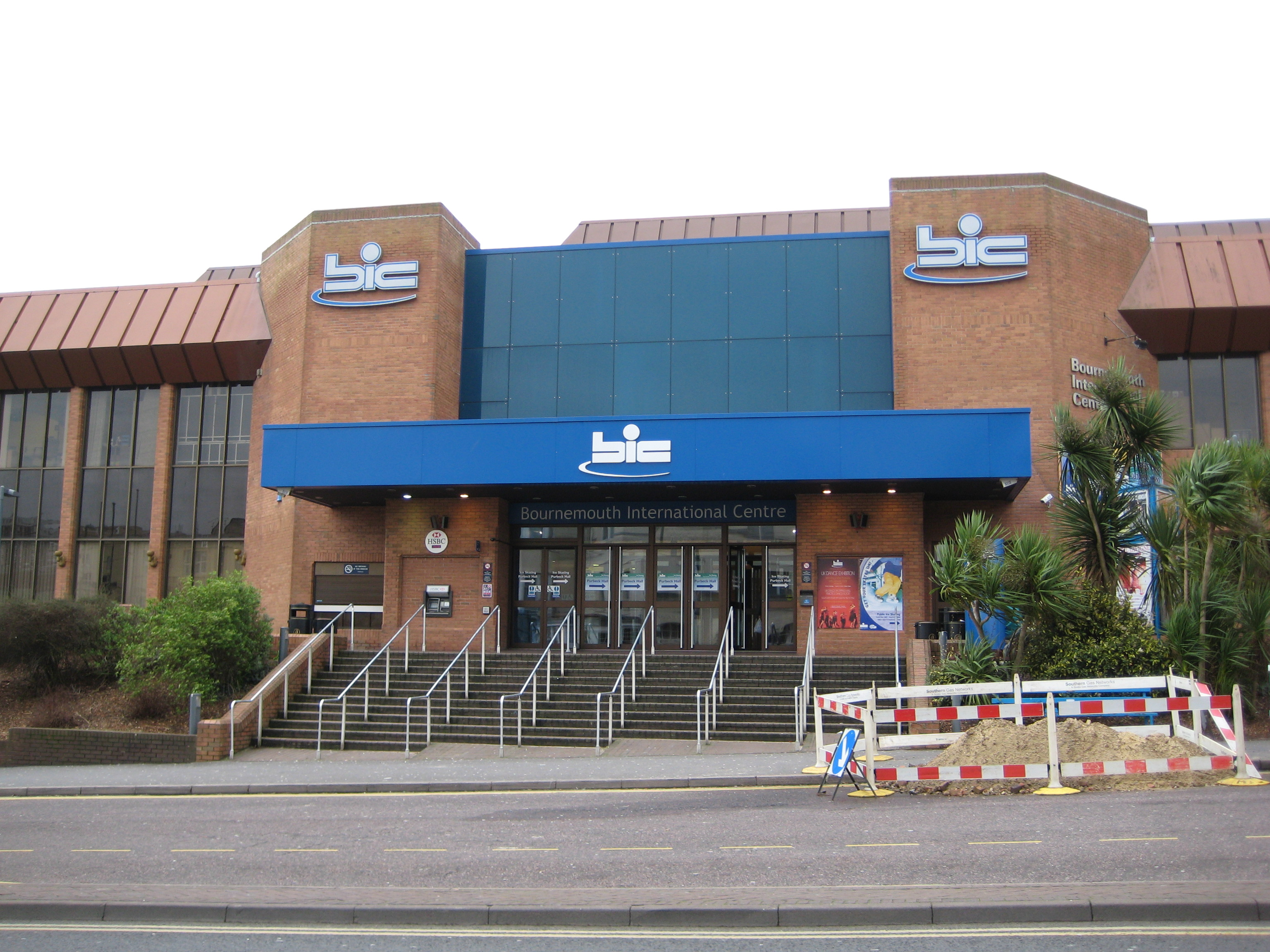
مركز بورنماوث الدولي (BIC) هو مؤتمر وطني ومكان للموسيقى في المدينة.

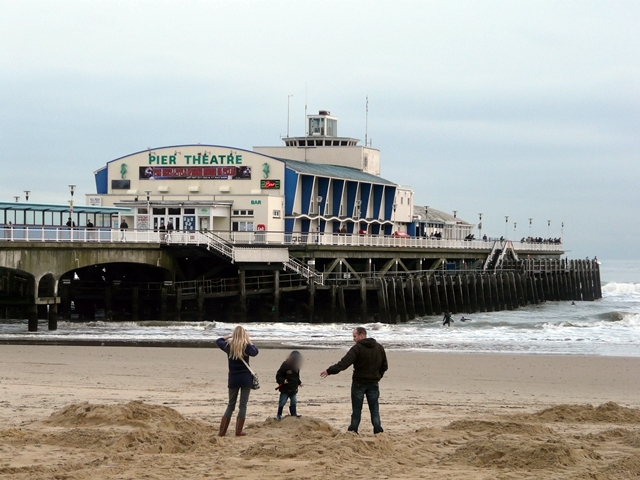
رصيف بورنماوث بما في ذلك مسرح بيير

بورنماوث هي مركز سياحي وإقليمي للترفيه والتسلية والثقافة والترفيه. ويشير المؤلف المحلي والعمدة السابق كيث رولينغز إلى أن بورنماوث تتمتع بثقافة شبابية مزدهرة بسبب عدد جامعيها الكبير والعديد من طلاب مدارس اللغات. أصبحت بورنماوث وجهة شهيرة للحياة الليلية في السنوات الأخيرة لزوار المملكة المتحدة، وتقع العديد من النوادي والحانات والمطاعم وسط المدينة. في استطلاع أجرته First Direct عام 2007، وجد أن بورنماوث هي أسعد مكان في المملكة المتحدة، حيث قال 82٪ من الأشخاص في الاستطلاع أنهم سعداء بحياتهم.
تشمل الأماكن الرئيسية للحفلات الموسيقية مركز بورنماوث الدولي BIC وPavilion Theatre وO2 Academy. حيث تم بناء مركز بورنماوث الدوللف ي عام 1984، وهو أيضًا مكان شهير للمؤتمرات السياسية الحزبية وقد استخدمته جميع الأحزاب السياسية الرئيسية الثلاثة. قوتجعلها اعاتها الأربعة أكبر مكان على الساحل الجنوبي. ويعد مبنى O2 ومبنى Pavilion أقدم وكلاهما من المباني المدرجة من الدرجة الثانية. ويتم استخدام O2 الذي افتتح في عام 1895 كمسرح Grand Pavilion، وكان في البداية سيرك وحول لاحقًا إلى مسرح قاعة الموسيقى. تم افتتاح الجناح في عام 1929 كقاعة للحفلات الموسيقية وغرفة الشاي مع توفير مكان لأوركسترا البلدية. ويواصل تقديم الترفيه التقليدي اليوم حيث يقدم عروض West End المسرحية والباليه والأوبرا. ويوجد في بورنماوث أكثر من 200 مبنى مدرج، معظمها من العصر الفيكتوري والإدواردي، بما في ذلك ثلاث كنائس من الدرجة الأولى؛ سانت بطرس، سانت كليمنتس وسانت ستيفنز.
يعد متحف Russell-Cotes مبنى مدرج تم الانتهاء منه في عام 1901، حيث يضم القطع الأثرية واللوحات التي جمعها فاعل الخير الفيكتوري ميرتون راسل-كوتس وزوجته خلال رحلاتهم المكثفة حول العالم،  وتعرض المعارض الفنية الأربعة لوحات لوليام باول فريث وإدوين لاندسير وإدوين لونج وويليام أوركاردسون وآرثر هيوز وألبرت مور ودانتي جابرييل روسيتي. وكان راسل كوتس هو من قام بحملة ناجحة لبناء ممشى المنزه؛ الممتد بشكل مستمر على طول شاطئي بورنماوث وبول.

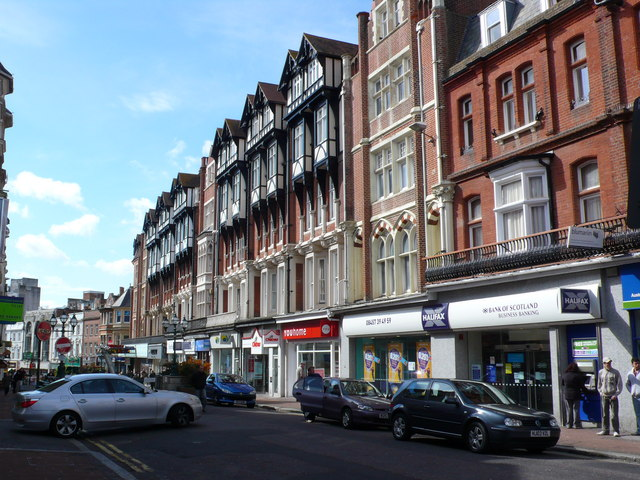
المحلات التجارية والشقق في وسط بورنماوث

وتعد الحدائق السفلى والوسطى والعليا حدائق عامة من الدرجة الثانية ممتدة لعدة أميال أسفل وادي نهر الغدير من خلال مركز المدينة إلى البحر،  وتبلغ مساحتها 425 أكر (172 ها)، وكانت في البداية خدمة للتعويض عن فقدان الحقوق المشتركة بعد الأرض المشتركة والمغلقة في عام 1802، فقد عقدت في الثقة حتى 1889 عند تمرير ملكيتها إلى شركة بورنموث وأصبحت الأرض خمسة الحدائق العامة: حديقة الملك، وكوينز بارك، وميريك بارك، وحدائق Seafield وريدهيل كومون.
أشار مسح استخدام الأراضي المفصل الذي أجراه مكتب الإحصاء الوطني في عام 2005 إلى أن منطقة السلطة المحلية في بورنماوث لديها ثالث أعلى نسبة من الأراضي التي تشغلها الحدائق المحلية بنسبة 34.6٪ من بين 326 مقاطعة في إنجلترا؛ أقل بفارق ضئيل من بورو لندن في هارو بنسبة 34.7٪، وساتون بنسبة 35.1٪ في ذلك الوقت.
تعد أوركسترا بورنماوث السيمفونية التي تشكلت عام 1893 تحت قيادة دان جودفري، واحدة من أكثر المؤسسات الثقافية شهرة في بورنماوث،  حيث أصبحت أول أوركسترا بلدية في البلاد عندما سيطر مجلس بورنماوث بورو في عام 1896 وتم تعيين جودفري مديرًا موسيقيًا ورئيسًا للترفيه في المدينة. وكانت تقام في الأصل ثلاث حفلات موسيقية يوميًا خلال فصل الصيف، في بيت النخيل الزجاجي الرائع المعروف باسم حدائق الشتاء؛  مقر الأوركسترا الآن في بول وتؤدي حوالي 130 حفلة موسيقية سنويًا عبر جنوب إنجلترا.
تستضيف بورنماوث حاليًا عددًا من المهرجانات، منها مهرجان بورنماوث للأغذية والمشروبات هو حدث مدته عشرة أيام يجمع بين السوق وعروض الطهي الحية. ومهرجان فنون البحر وهو مزيج من الرقص والأفلام والمسرح والأدب والموسيقى  والذي تم إطلاقه في عام 2012 من قبل الجامعة المحلية جامعة الفنون في بورنماوث ومن المقرر أن يصبح حدثًا سنويًا. ويقام كرنفال Bourne Free في المدينة كل عام خلال فصل الصيف، وكان في البداية مهرجان فخر للمثليين ولاحقاً أصبح احتفالًا بالتنوع والشمول.
منذ عام 2008 أقامت بورنماوث مهرجانها الجوي الخاص على مدار أربعة أيام في أغسطس،  وقد تميز هذا بعروض السهام الحمر بالإضافة إلى مظاهر من Yakovlevs وBlades وTeam Guinot Wing-Walkers وBattle of Britain Memorial Flight بما في ذلك أفرو لانكاستر وهوكر هوريكان وسوبرمارين سبتفاير وأيضًا طائرة فولكان. كما شهد المهرجان مظاهر من الطائرات الحديثة مثل يوروفايتر تايفون،  ويستقطب مهرجان الهواء ما يصل إلى مليون شخص خلال الحدث الذي يستمر أربعة أيام. ويعد مهرجان «بورنماوث 7s» مهرجان رياضي وموسيقى يقام في مايو من كل عام. ويستضيف الحدث بطولات الرجبي وكرة الشبكة والهوكي وكرة المراوغة والكرة الطائرة، وهو احتفال بالرياضات الجماعية في جو احتفالي وقد انطلق في عام 2008.

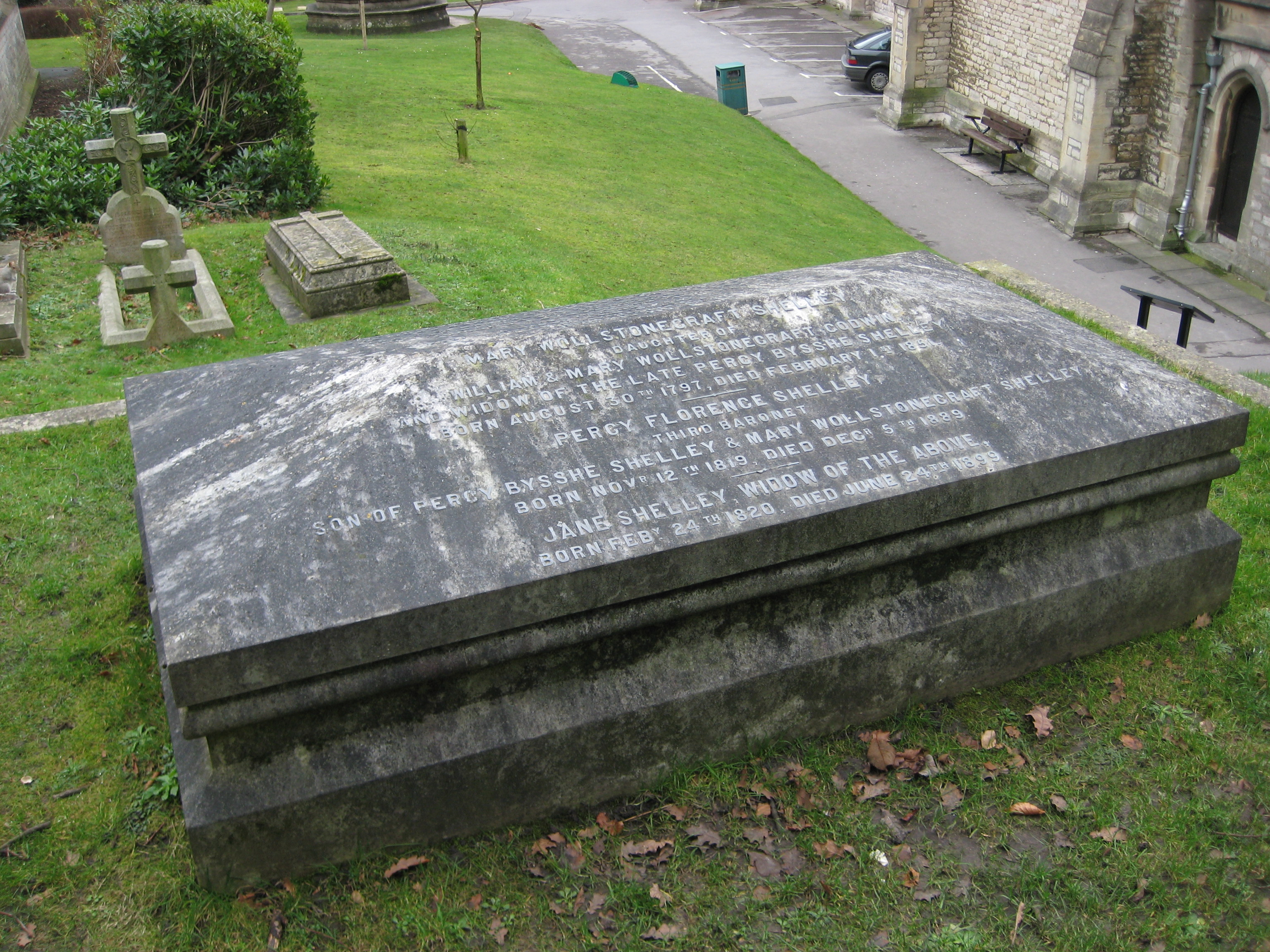
قبر الكاتبة ماري شيلي ووالديها، بما في ذلك ماري ولستونكرافت، في كنيسة القديس بطرس، بورنماوث

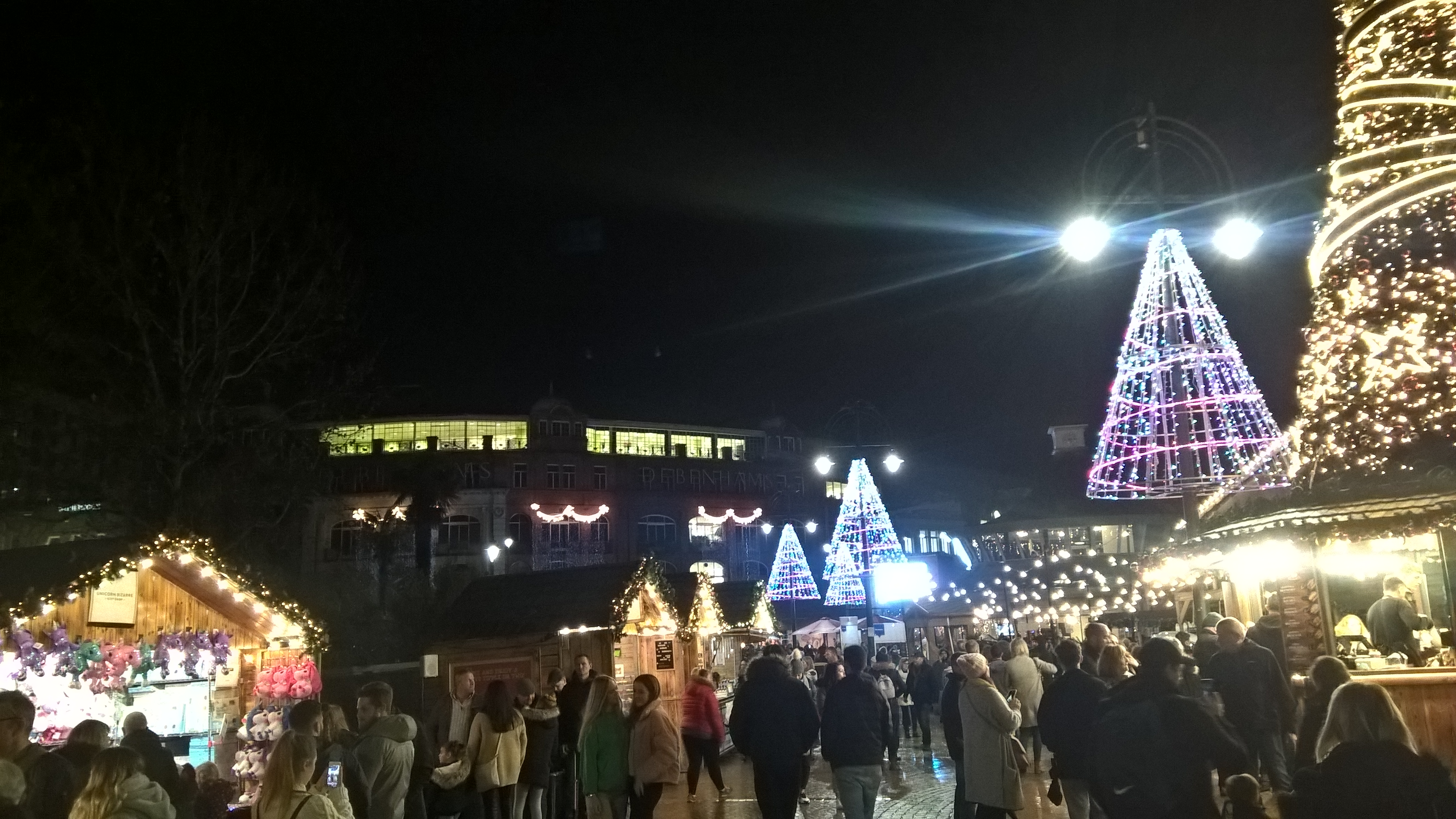
سوق عيد الميلاد في بورنماوث في عام 2019

كانت المدينة غنية بشكل خاص بالجمعيات الأدبية خلال أواخر القرن التاسع عشر والسنوات الأولى من القرن العشرين. حيث عاش في المدينة بي. سي. رين صاحب GESTE، وفريدريك سميث كاتب السرب 633، وبياتريس ويب، وفي وقت لاحق بوتر. وقام بول فيرلين بالتدريس في مدرسة إعدادية في بورنماوث  وقضى الكاتب جيه آر آر تولكين 30 عامًا في قضاء إجازات في بورنماوث، حيث أقام في نفس الغرفة في فندق ميرامار، وقد تقاعد في نهاية المطاف إلى المنطقة في الستينيات مع زوجته إديث، حيث عاشوا بالقرب من برانكسوم تشاين. وتوفي تولكين في سبتمبر 1973 في منزله في بورنماوث لكنه دفن في أوكسفوردشاير، وتم هدم المنزل في عام 2008.
عاش بيرسي فلورنس شيلي في بوسكومب مانور وهو منزل كان قد شيده لأمه ماري شيلي، وهي كاتبة ومؤلفة رواية الرعب القوطية، وقد ماتتفرانكشتاين. قبل أن يكتمل المنزل لكنها دفنت في بورنماوث وفقًا لرغباتها، وتحتوي قطعة الأرض في فناء كنيسة القديس بطرس على والديها ويليام جودوين وماري ولستونكرافت وقلب زوجها بيرسي بيش شيلي.
كتب روبرت لويس ستيفنسون كتابهحالة غريبة للدكتور جيكل والسيد هايد ومعظم روايته المخطوف من منزله «سكريفور» على الجرف الغربي في ويستبورن. وكتب أديلايد أ. بودل رواية عن حياة ستيفنسون أثناء إقامته في ويستبورن،  وتعرف هنري جيمس بالفعل على ستيفنسون من خلال المراسلات حيث أقام في بورنماوث في عام 1885 إلى حد كبير لأن أخته غير الصالحة أليس جيمس كانت تعيش هناك، وزارها ستيفنسون في معظم الأمسيات.
عمل المؤلف بيل برايسون لبعض الوقت مع صحيفة Bournemouth Echo وكتب عن المدينة في عمله عام 1995 ملاحظات من جزيرة صغيرة.

## المعالم

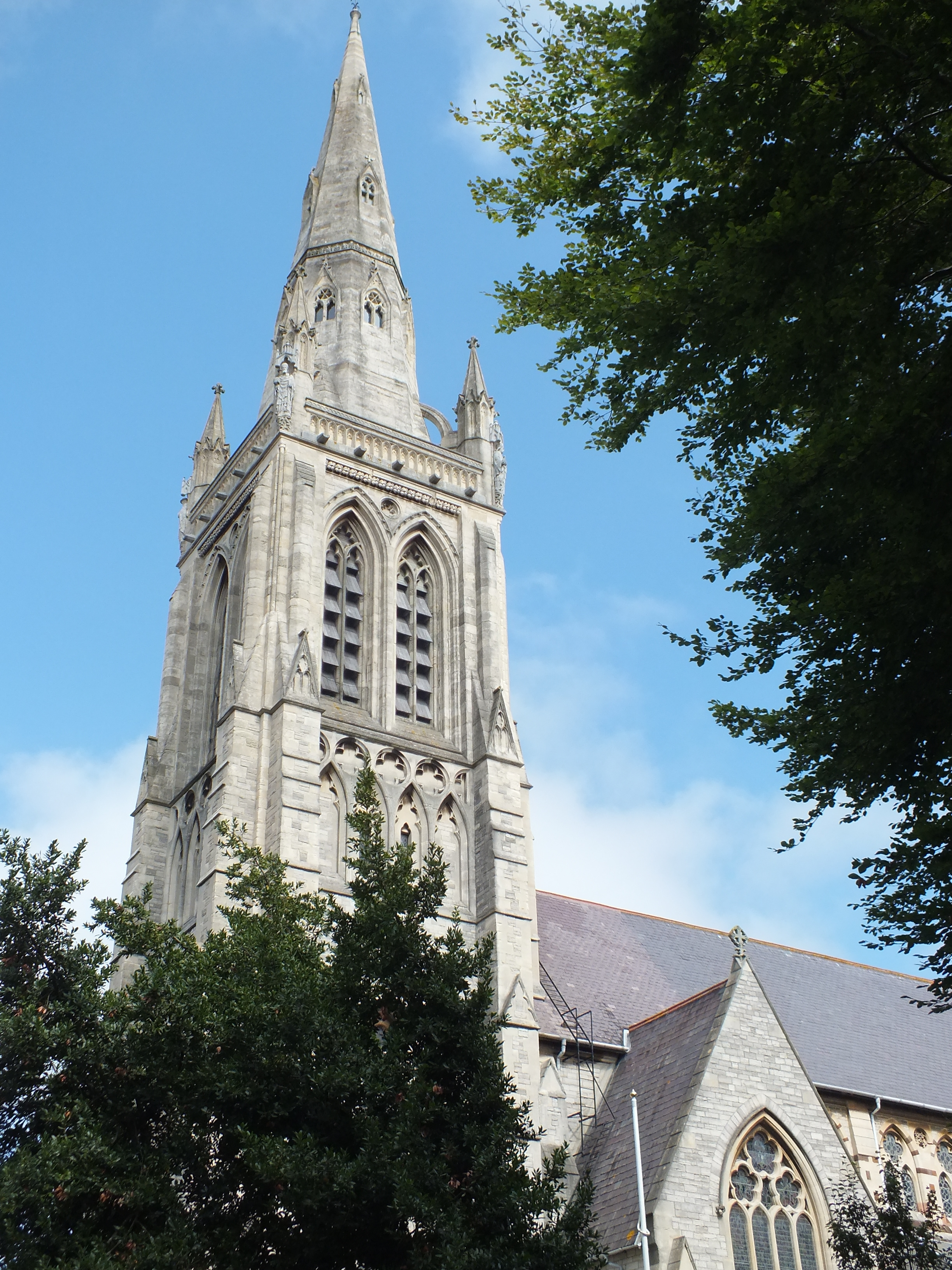
كنيسة القديس بطرس، اكتملت عام 1879

يوجد في بورنماوث ثلاث كنائس مبنية مدرجة، وهي سانت بيتر وسانت ستيفن في وسط المدينة وكنائس سانت كليمنت في بوسكومب،  وكانت كنيسة القديس بطرس أول كنيسة في المدينة، وقد اكتمل بناؤها عام 1879 وصممها جورج إدموند. ويصف سيمون جنكينز في كتابه «أفضل ألف كنيسة في إنجلترا» المذبح بأنه «واحد من أغنى التصميمات الداخلية القوطية النهضة في إنجلترا»،  وعندما صمم المهندس المعماري، جون لوبورو بيرسون St Stephen كان هدفه «جعل الناس يركعون على ركبهم»، حيث يحتوي على ارتفاع الحجر عقد سقف، وممرات توأمين ومعرض triforium على الرغم من أن البرج يفتقر إلى مستدقة.

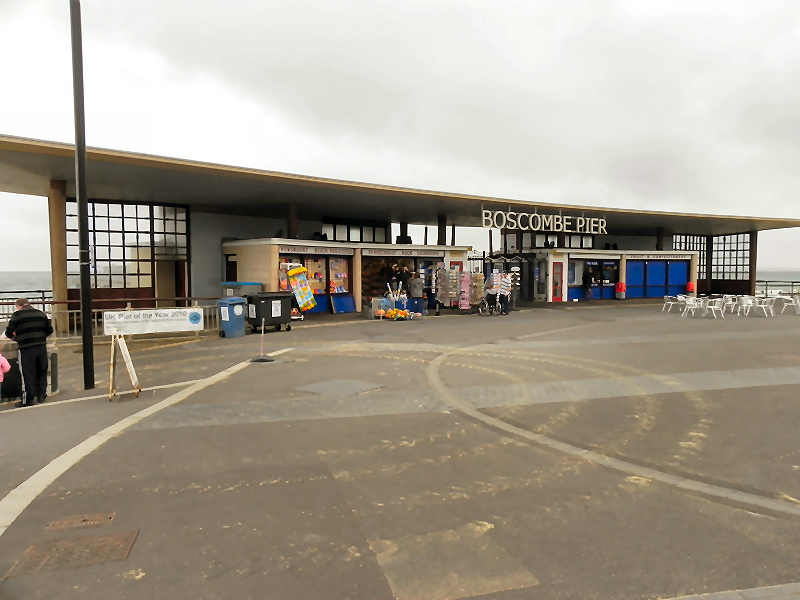
المدخل المدرج من الدرجة الثانية إلى Boscombe Pier

يوجد في البلدة رصيفان: رصيف بورنماوث، بالقرب من وسط المدينة، ورصيف بوسكومب الأقصر والأكثر أهمية من الناحية المعمارية، الذي صممه المهندس المعماري أرشيبالد سميث، وقد تم افتتاح Boscombe Pier في عام 1889 على 600 قدم (180 م) الهيكل الذي امتد إلى 750 قدم (230 م) في عام 1927 عندما تم إنشاء رأس جديد. وتمت إضافة كشك المدخل على شكل ذراع الرافعة والسقف الخرساني المتدلي في عام 1958، وهو الآن مبنى مصنف من الدرجة الثانية، وفي عام 1961 تم إضافة مسرح ولكن تم هدمه في عام 2008 عندما تم تجديد باقي الرصيف. في عام 2009 وصف مصمم الأزياء واين همنغواي Boscombe Pier بأنه «أروع رصيف في بريطانيا» كما تم التصويت عليه كأفضل رصيف عام 2010 من قبل الجمعية الوطنية للأرصفة البحرية.
في عام 1856 كان بورنماوث بيير عبارة عن رصيف خشبي بسيط، وقد تم استبدال هذا برصيف خشبي أطول بعد خمس سنوات، وهيكل من الحديد الزهر في عام 1880، وتم عمل تمديدان للرصيف في عامي 1894 و1905، مما زاد إجمالي طوله إلى 305 متر (1,001 قدم). وبعد الحرب العالمية الثانية، تم تعزيز الهيكل للسماح بإضافة مسرح بيير، الذي شيد أخيرًا في عام 1960. واستمر حتى عام 2000 عندما تم تحويله إلى مركز مغامرة تسلق، وبين عامي 1979 و1981 شهد برنامج إعادة تطوير بقيمة 1.7 مليون جنيه إسترليني قدرًا كبيرًا من أعمال إعادة الإعمار وإضافة مبنى مدخل كبير مكون من طابقين على شكل ثماني الأضلاع.
تم بناء Bournemouth Town Hall كفندق Mont Dore في عام 1881 وتم تصنيفها كمبنى تاريخي محمي من الدرجة الثانية في عام 2001. وقد صممه ألفريد بيدبورو بالأساليب الفرنسية والإيطالية والكلاسيكية الجديدة، ووضع حجر الأساس من قبل الملك أوسكار الثاني ملك السويد والنرويج وافتتح الفندق في عام 1885. ويتميز الجزء الخارجي المصنوع من الطوب المصقول بضمادات من حجر الحمام وأفاريز من الطين. ويقع المدخل الرئيسي داخل واجهة مسقطة تصل إلى الأفاريز ويعلوها دعامة، بينما يوجد فوقها بلفيدير مع الأبراج وسقف الجناح. وقد تم استخدام الفندق كمستشفى للجنود البريطانيين والهنود خلال الحرب العالمية الأولى وبعد ذلك كمنزل نقاهة، ولم يتم افتتاحه كفندق مرة أخرى واشتراه مجلس بورنماوث بورو في عام 1919.
بُني «افيليون ثياتر» على طراز فن الآرت ديكو في عام 1929، ويقع بالقرب من الواجهة البحرية، وكان يعتبر في ذلك الوقت أكبر مؤسسة بلدية على الإطلاق من أجل الترفيه، وقد تم بناء واجهته من الطوب والحجر ويتميز بأعمدة كورنثية مربعة. لوا يزال مكانًا شهيرًا، وهو اليوم مبنى تاريخي محمي من الدرجة الثانية.
كانت عين بورنماوث بالونًا مليئًا بالهيليوم متصلًا بكابل فولاذي في حدائق المدينة السفلية. كان محيط البالون الكروي 69 متر (226 قدم) وحمل جندولًا فولاذيًا مغلقًا. يصل ارتفاعه إلى 150 متر (490 قدم)، ويوفر إطلالة بانورامية على المنطقة المحيطة لما يصل إلى 28 راكبًا. بعد تعرض البالون لأضرار في عام 2016، أعلن مجلس بورنماوث بورو، وLower Central Gardens Trust وS&D Leisure في عام 2017 أن عقد تشغيل Bournemouth Eye لن يتم تجديده بسبب «زيادة تكاليف التشغيل».

## الرياضة
يوجد في المدينة نادي كرة قدم محترف وهو نادي بورنموث المعروف باسم Cherries، والذي يلعب في دوري البطولة الإنجليزية وملعبه هو دين كورت بالقرب من بوسكومب، على بعد 2 ميل (3 كم) شرق مركز المدينة.
ينافس نادي بورنموث للرجبي في الدوري المحلي من الدرجة الثانية، ويقع ملعبه في نادي بورنموث الرياضي بجانب مطار بورنموث، حيث تستضيف بورنموث بطولة سباعيات الرغبي وكرة الشبكة ومهرجان الترفيه. ويعد Oakmeadians RFC أقدم نادي رجبي معتمد من RFU في بورنماوث، وقد تأسس في عام 1963، حيث يتم التدريب واللعب في ميريك بارك ويتم التنافس في القسم الجنوب الغربي. يلعب نادي بورنموث للكريكيت أيضًا في نادي بورنموث الرياضي ويُقال إنه أحد أكبر أندية الكريكيت في البلاد، حيث يلعب فريقها الأول في الدوري الممتاز الجنوبي. Dean Park هو ملعب سابق للكريكيت في المقاطعة، وكان في السابق موطنًا لنادي مقاطعة هامبشاير للكريكيت ولاحقًا نادي مقاطعة دورست للكريكيت، واليوم هو مكان للعبة الكريكيت الجامعية.
أصبح BIC مكانًا لبطولة الدوري الممتاز للسهام التي تنظمها شركة Professional Darts Corporation.
نادي بورنماوث للتجديف هو نادي التجديف الساحلي في المدينة، وقد تأسس عام 1865 باسم نادي ويستوفر وبورنماوث للتجديف، ويُقال إنه أقدم اتحاد رياضي في المقاطعة، يتنافس النادي بانتظام في سباقات القوارب التي تنظمها رابطة تجديف هواة هانتس ودورست والتي تقام على الساحل الجنوبي لإنجلترا بين مايو وسبتمبر.
تشمل الرياضات المائية الأخرى الشهيرة في خليج بول الإبحار وركوب الأمواج، وهناك عدد من المدارس المحلية للمبتدئين لتعلم الرياضتين. يوجد في بورنماوث ثالث أكبر مجتمع لراكبي الأمواج في المملكة المتحدة وفي عام 2009 تم بناء شعاب مرجانية اصطناعية، وهي واحدة من أربعة فقط في العالم. فشلت الشعاب المرجانية في تسليم الموجة الموعودة من الدرجة الخامسة، وعانت من سلسلة من التأخيرات وتجاوزت الميزانية، وبلغت تكلفتها أخيرًا 3.2 مليون جنيه إسترليني.

## المواصلات

### الطرق
يعد طريق A338 الطريق الرئيسي إلى وسط المدينة وهو طريق مزدوج يتصل بالطريق A31 بالقرب من حدود هامبشاير، حيث ينضم A31 إلى M27 في Cadnam ومن هناك يمكن الوصول إلى M3 إلى لندن وA34 إلى الأراضي الوسطى (ميدلاندز). والطريق الرئيسي الغربي هو A35 إلى هونيتون في ديفون والذي يمر عبر جنوب شرق دورست، ويستمر شرقًا حتى ساوثهامبتون، وإن كان طريقًا غير أساسي. يوفر طريق A350 الموجود في منطقة بول المجاورة الطريق الشمالي الوحيد للخروج من التجمعات الحضرية. وتخدم حافلات ناشيونال إكسبرس ترافيل إنترتشينج بورنماوث وجامعة بورنموث. وهناك رحلات مغادرة متكررة إلى محطة لندن فيكتوريا كوتش ومطار هيثرو وجاتويك. يتم توفير الحافلات المحلية بشكل أساسي من قبل شركتين، Wilts Dorset الشركة الوطنية السابقة للحافلات والتي تملكها الآن مجموعة Go-Ahead، وشركة Yellow Buses الشركة السابقة المملوكة لمجلس بورنماوث وخلفاء شركة Bournemouth Corporation Transport والتي بدأت العمل الترام عام 1902. ومن بين المشغلين الآخرين الذين يخدمون المدينة Damory Coaches وشركة Shaftesbury & District للحافلات.

### السكة الحديدية

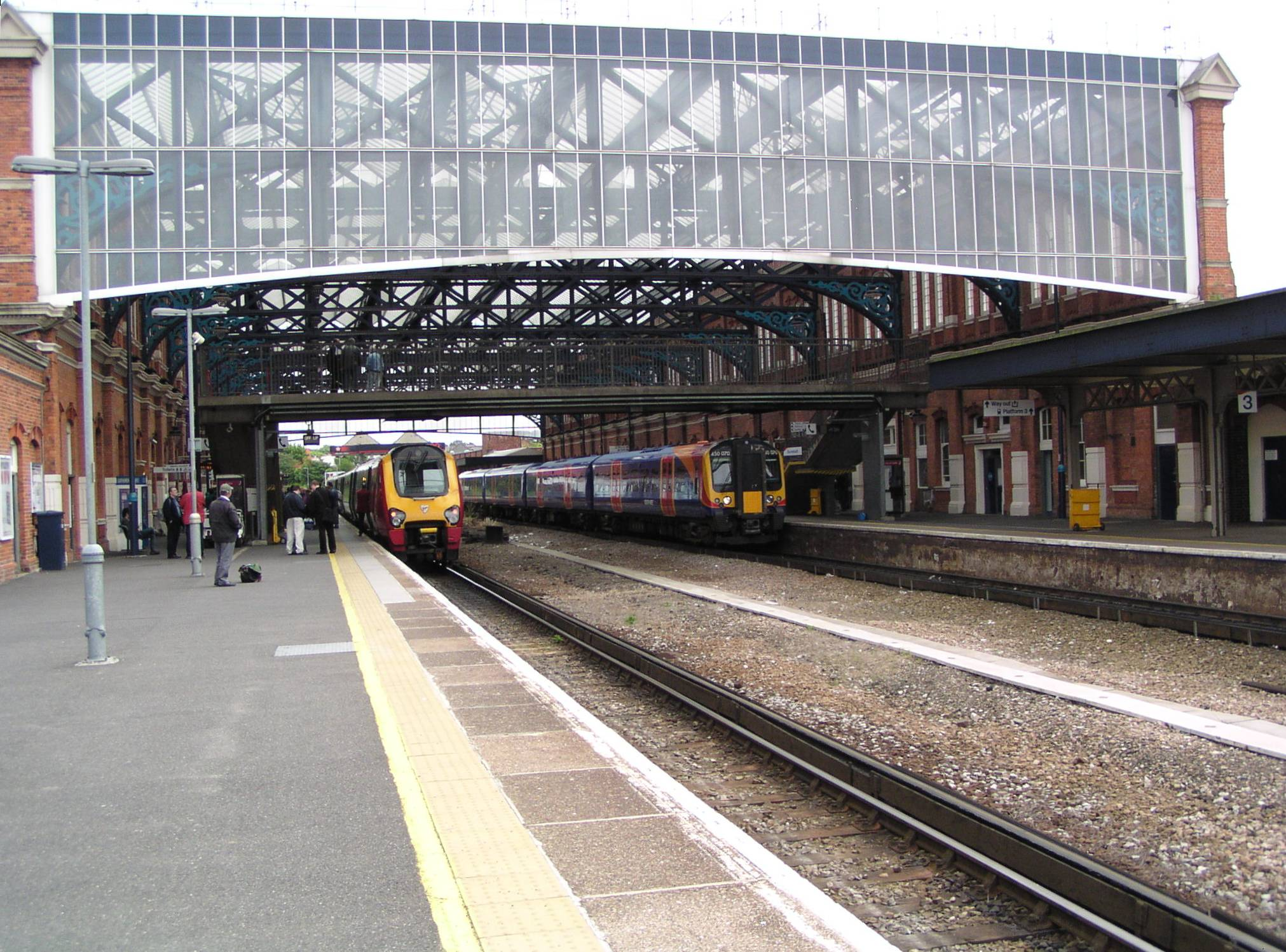
بورنموث محطة السكة الحديد، الذي بني في عام 1885، مع نسخة طبق الأصل الفيكتوري الحديد والسقف الزجاجي

توجد محطتان في المدينة وهما محطة سكة حديد بورنماوث ومحطة سكة حديد بوكسداون في الشرق. حيث يمكن أيضًا الوصول إلى أجزاء من غرب بورنماوث من محطة برانكسوم. وتقع جميع المحطات الثلاث على الخط الجنوبي الغربي الرئيسي من ويموث إلى لندن واترلو. تدير «السكك الحديدية الجنوبية الغربية» خدمة شاملة على طول هذا الخط والتي تخدم أيضًا ساوثهامبتون ووينشستر وباسينجستوك إلى الشرق، وبول، ويرهام، ودورتشستر جنوبًا إلى الغرب. وكانت بورنماوث تخدمها سكة حديد سومرست ودورست المشتركة التي وفرت الوصول المباشر إلى سومرست وميدلاندز، قبل إغلاقها في عام 1966.

### الجو
كان مطار بورنماوث في الأصل مطارًا لسلاح الجو الملكي البريطاني، وتم نقله إلى هيئة الطيران المدني عام 1944 وكان المطار الوحيد العابر للقارات في المملكة المتحدة قبل افتتاح مطار هيثرو في عام 1946،  وقد استحوذت مجموعة مطارات مانشستر في عام 2001 على المطار، وخضع لبرنامج توسعة مرحلي بقيمة 45 مليون جنيه إسترليني بين عامي 2007 و2011. يقع بالقرب من قرية هورن في كرايستشيرش دورست على بعد 7 كيلومتر (4.3 ميل) من وسط مدينة بورنماوث ويخدم حوالي 600 ألف مسافر سنويًا. ويوجد رحلات مباشرة إلى 23 وجهة دولية في تسع دول: قبرص وفنلندا واليونان (3 وجهات) وإيطاليا (4) ومالطا والبرتغال وإسبانيا (10) وسويسرا وتركيا.

## التعليم

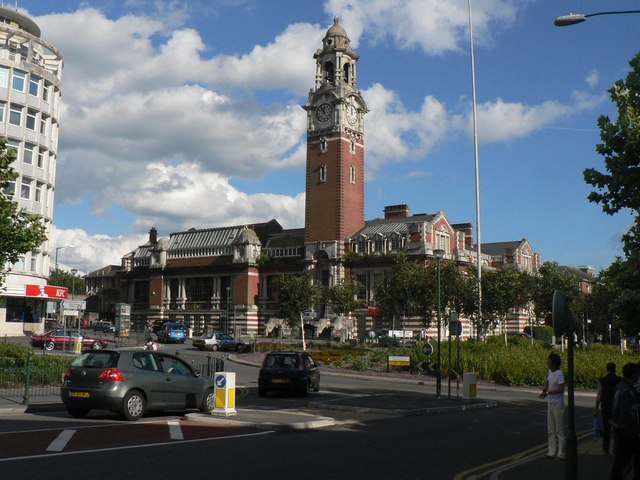
بورنماوث وكلية بول حرم لانزداون

تم إنشاء سلطة التعليم المحلية في بورنماوث لأول مرة في عام 1903، وظلت قائمة حتى إعادة تنظيم الحكومة المحلية في عام 1974 عندما فقدت بورنماوث مكانتها في مقاطعة بورو وأصبحت جزءًا من مقاطعة دورست. وفي إطار الإصلاحات اللاحقة لعام 1997 أصبحت بورنموث سلطة موحدة وأعيد تأسيس سلطة التعليم المحلية في بورنماوث.
يدير المجلس المحلي نظامًا شاملاً من مستويين حيث يلتحق التلاميذ بواحدة من 26 مدرسة ابتدائية في البلدة قبل إكمال تعليمهم في المدرسة الثانوية،  وتعد بورنماوث واحدة من أقلية السلطات المحلية في إنجلترا التي لا تزال تحافظ على التعليم الانتقائي، مع مدرستين لقواعد اللغة (واحدة للبنين وواحدة للفتيات) وعشر مدارس ثانوية / شاملة. ويوجد أيضًا عدد قليل من المدارس المستقلة في المدينة وكلية تعليم إضافي،  ويوجد في بورنماوث جامعتان: جامعة بورنماوث وجامعة الفنون بورنماوث، وكلاهما يقع عبر الحدود في بول المجاورة. كما أنها موطن للكلية الجامعية AECC  (المعروفة رسميًا باسم الكلية الأنجلو أوروبية للمعالجة اليدوية )، والتي تقع في شارع باركوود في بورنماوث.
في عام 2012 حصل 60.7٪ من خريجي المدارس في المنطقة على 5 شهادات GCSE من الصف C أو أعلى، وكان هذا أفضل قليلاً من المتوسط الوطني البالغ 59.4٪ وأعلى من المتوسط لبقية دورست حيث تمكن 58.8٪ من التلاميذ من السلطة المحلية لبول و54.1٪ من بقية المقاطعة من القيام بالمثل.

## الدين

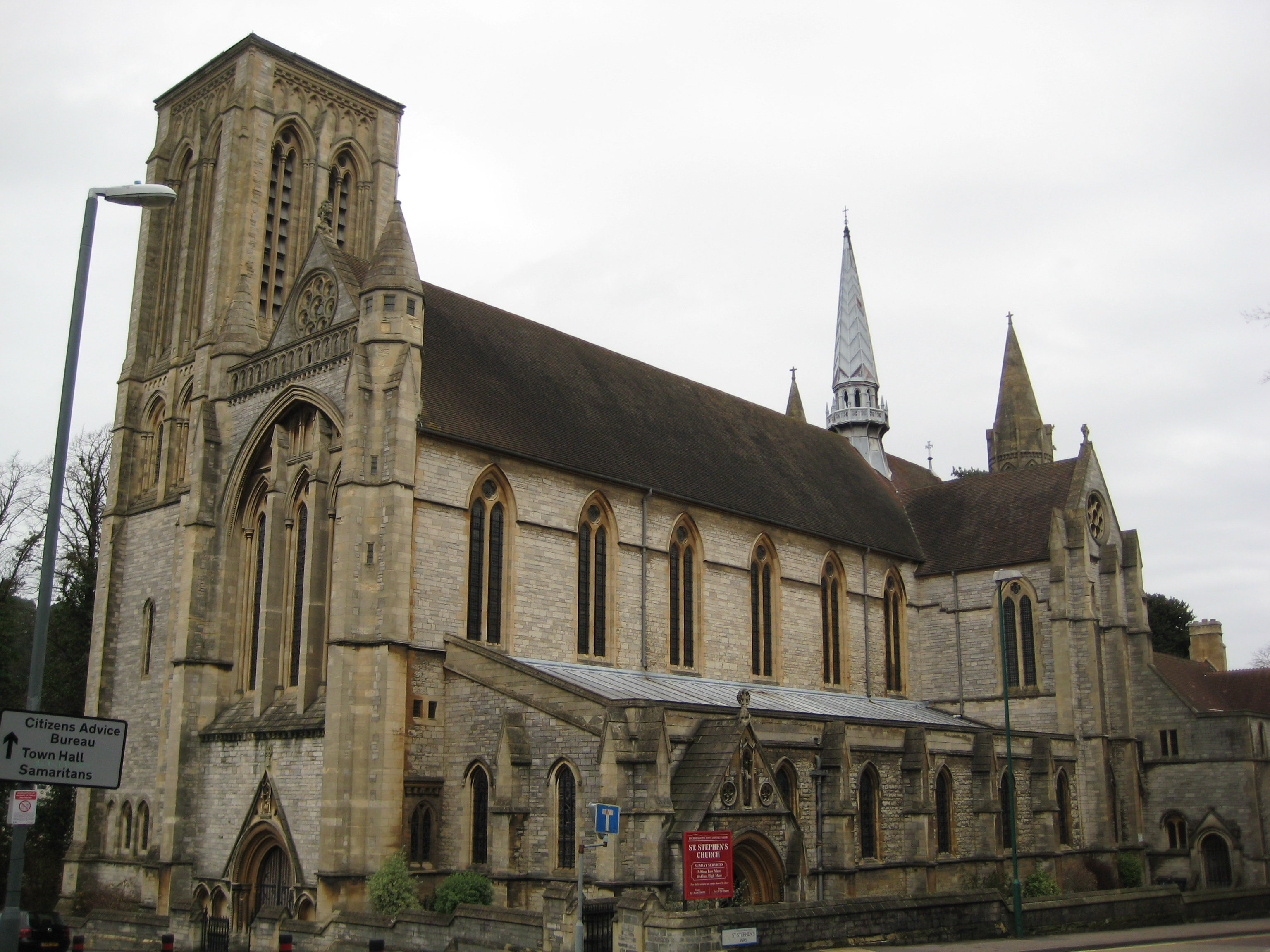
كنيسة سانت ستيفن، بورنماوث، بنيت عام 1898

كشف تعداد 2011 أن 57.1٪ من سكان البلدة هم من المسيحيين، وتبلغ نسبة الديانات الأخرى 4.7 ٪ فقط، وتعد المسيحية أكبر مجموعة دينية. ويقع 40٪ من البلدة ضمن أبرشية كنيسة إنجلترا في سالزبوري. وينتمي الباقي إلى الشرق إلى أبرشية وينشستر. وتضم أبرشية الروم الكاثوليك في بورتسموث معظم بورنماوث، باستثناء رعايتين صغيرتين في الغرب تغطيهما أبرشية بليموث.
يوجد في البلدة العديد من الأمثلة البارزة لعمارة الكنيسة الفيكتورية  بما في ذلك كنيسة القديس بطرس المذكورة سابقًا، والذي يحتوي فنائها على قبر الكاتبة ماري شيلي؛  تم الانتهاء من كنيسة القديس ستيفن عام 1898 لتقديم الخدمات تحت تأثير حركة أكسفورد  وتعد كنيسة سانت كليمنت واحدة من أولى الكنائس التي صممها جون داندو سيدنج، والتي تم بناؤها في بوسكومب عام 1871. تم بناء كنيسة ثالثة في وسط المدينة في عام 1891، لخدمة السكان الذين يتزايد عددهم بسرعة، وتم تكليف كنيسة القديس أوغسطين من قبل هنري تويلز الذي كان «القس المسؤول» هناك حتى عام 1900. وتعد كنيسة ريتشموند هيل سانت أندرو أكبر كنيسة في المدينة، وهي جزء من الكنيسة الإصلاحية المتحدة. وقد تم تشييدها عام 1865 وتم توسيعها عام 1891، وتتسع لـ1100 جالس وهي مزخرفة بشكل غير عادي للكنيسة غير المطابقة.

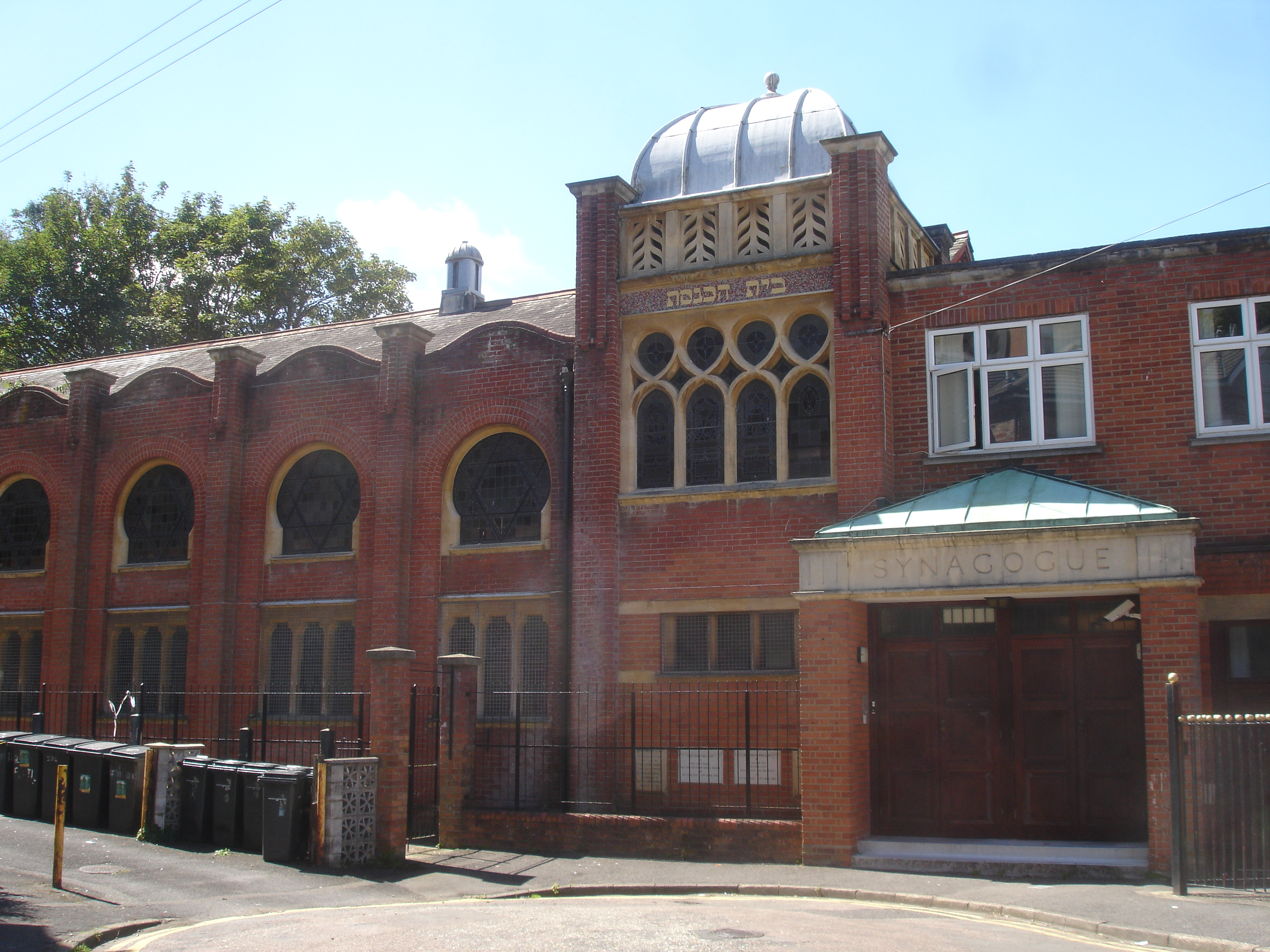
مجمع بورنموث العبري

توجد في البلدة عدد قليل من أماكن العبادة المخصصة للأديان الأخرى غير المسيحية، على الرغم من وجود نسبة أعلى من السكان اليهود مقارنة بالمتوسط القومي، توجد ثلاثة معابد يهودية. ويعد حاباد بورنماوث فرع من فروع الحركة العالمية، ويضم «كنيس بورنماوث اليهودي الإصلاحي» المعروف سابقًا باسم «كنيس بورنماوث الجديد» أكثر من 700 عضو. ويوجد أيضًا كنيس بورنموث العبري الشهير من الناحية المعمارية الذي تم بناؤه في عام 1911 بطابع فن الآرت نوفو الذي والذي يتخذ أسلوب الهندسة المعمارية المغاربية. توجد أيضًا قاعتان للاجتماعات في إخوة مسيحية في المدينة.
يقدم مركز بورنماوث الإسلامي المعلومات والدعم ومكانًا للعبادة للمجتمع الإسلامي، يوجد أيضا مسجد في البلدة.

## اصطلاحات التسمية
غالبًا ما تُستخدم كلمة «بورنماوث» بشكل فضفاض لوصف منطقة جنوب شرق دورست، والتي تحتوي أيضًا على البلدات المجاورة مثل بول وكريستشيرش ويمبورن مينستر وفيروود، ونتيجة لذلك تم استخدام «بورنموث» في المصطلحات التالية:
- الحرم الجامعي الرئيسي لجامعة بورنماوث: على الرغم من وجوده في وسط مدينة بورنماوث، إلا أنه يقع في بول على الحدود مع بورنماوث.[218]
- يقع مطار بورنماوث بالقرب من هورن في بلدة كرايستشيرش، وكان اسمه في الأصل RAF Hurn.[219]
- يُستخدم «خليج بورنماوث» أحيانًا في خليج بول.[220]
- يقع مقر أوركسترا بورنماوث السيمفوني الآن في بول.[221]

## المشاهير

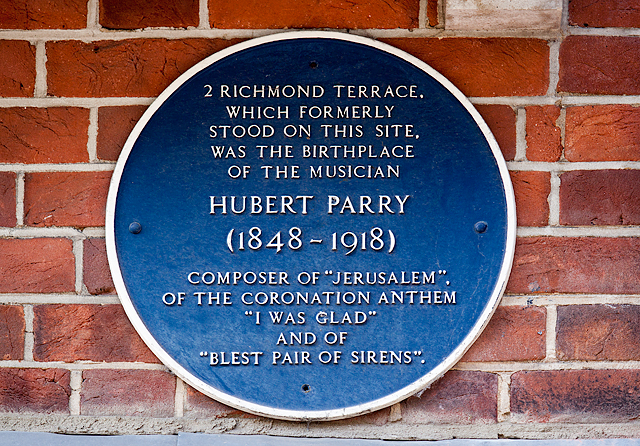
لوحة زرقاء تشير إلى مسقط رأس هوبرت باري في 2، ريتشموند تيراس، بورنماوث

جاء عدد من المشاهير من بورنماوث، حيث عاش توني هانكوك  معظم حياته المبكرة في فنادق في بورنماوث التي يديرها والديه.
وجاء عدد من الممثلين من بورنماوث بما في ذلك جولييت كابلان  من مسلسل بي بي سي لاست أوف ذا سامر واين وRay Lonnen  من مسلسل The Sandbaggers (1978-80)، وأليسون نيومان الممثلة التي لعبت دور Hazel Bailey  في زوجات لاعبي كرة القدم وDI Samantha Keeble  في إيست إندرز. والممثل جاك دونيلي (مواليد 1985) الذي لعب دور جيسون  في مسلسل بي بي سي أتلانتس والممثلة صوفي راندل (مواليد 1988) صورت أدا شيلبي  في سلسلة بي بي سي وان بيكي بلايندرز، والممثل بن هاردي (مواليد 1991) الذي لعب دور بيتر بيل  في مسلسل بي بي سي إيست إندرس.
وجاء من بورنموث الشاعر والمؤلف رادكليف هول (1880–1943)  الذي كتب بئر العزلة، والذي كان رائداً في الأدب السحاقي، والصحفي والناقد السينمائي ديليس باول (1901-1995)  الذي عمل لصنداي تايمز، وأيضاً باتريك إنسور (1946-2007)  محرر «الجارديان ويكلي» من 1993 إلى 2007.
كانت بورنماوث موطنًا لعدد من الموسيقيين، بما في ذلك
(بالإنجليزية: Max Bygraves)
ماكس بيجرافيس [الإنجليزية] (1922-2012)  وهو ممثل كوميدي ومغني وممثل ومؤدي منوعات، وقد ولد الملحن السير هوبير باري (1848-1918) في بورنماوث، وهو من أشهر المؤلفين الموسيقيين الجوقات في بريطانيا، واشتهر بتأليفه كلمات ويليام بليك عن القدس. وقد ضمت فرقة الروك كينج كريمسون العديد من الموسيقيين من بورنماوث  بمن فيهم الأخوان مايكل جايلز (طبول) وبيتر جايلز (باس).
كانت بورنموث موطنًا لأبطال العالم الرياضيين: مثل فريدي ميلز (1919-1965)، الذي فاز بلقب بطولة العالم للوزن الخفيف الثقيل عام 1948. وعاش رياضي مشهور آخر وهو الرياضي تشارلز بينيت (1870-1948) في المدينة بعد تقاعده. وكان بينيت أول رياضي بريطاني في سباقات المضمار والميدان يصبح بطلاً أولمبيًا، وفاز بميداليتين ذهبيتين وفضية في ألعاب باريس عام 1900. وقد ولدت لاعبة التنس والفائزة ببطولة ويمبلدون فيرجينيا واد في بورنماوث.
وكان ثلاثة متلقين لصليب فيكتوريا جاءوا من بورنماوث. وهم «فريدريك تشارلز ريجز» في سي إم إم (1888-1918)،  وسيسيل نوبل في سي (1891-1915)،  والملازم كولونيل ديريك أنتوني سيغريم في سي (1903-1943)،  جاءت ثلاثة ساحات طيران من بورنماوث أيضًا، والكابتن كيث موسبرات إم سي (1897-1918)،  الكابتن روبرت أ. بيركبيك (1898-1938)،  وملازم الطيران تشارلز جون سيمز دي إف سي (1899-1929).
ومن سكان بورنماوث المتميزين السير دونالد كولمان بيلي وهو مهندس مدني (1901-1985) أبتكر جسر بيلي. وحصل بيلي على لقب فارس في عام 1946 لتصميم الجسر عندما كان يعيش بهدوء في ساوثبورن في بورنماوث.

## التوأمة
لبورنموث اتفاقيات توأمة مع كل من:
- نتانيا، إسرائيل[250][251]
- لوسرن، سويسرا[250][252]

## وسام حرية منطقة بورنماوث
حصل الأشخاص والوحدات العسكرية التالية على وسام حرية منطقة بورنماوث (بالإنجليزية: Freedom of the Borough of Bournemouth).

### الأفراد
- الرايت هون اللورد روبرتس من قندهار: 7 أكتوبر 1902.
- ونستون تشرشل.
- جيوف هورست.
- كريس هوي.
- بوب جيلدوف.
- إيدي هاو: 5 مارس 2019.[253][254]

### الوحدات العسكرية
- فوج هامبشاير [الإنجليزية]: 13 سبتمبر 1945.[255]

## معرض صور

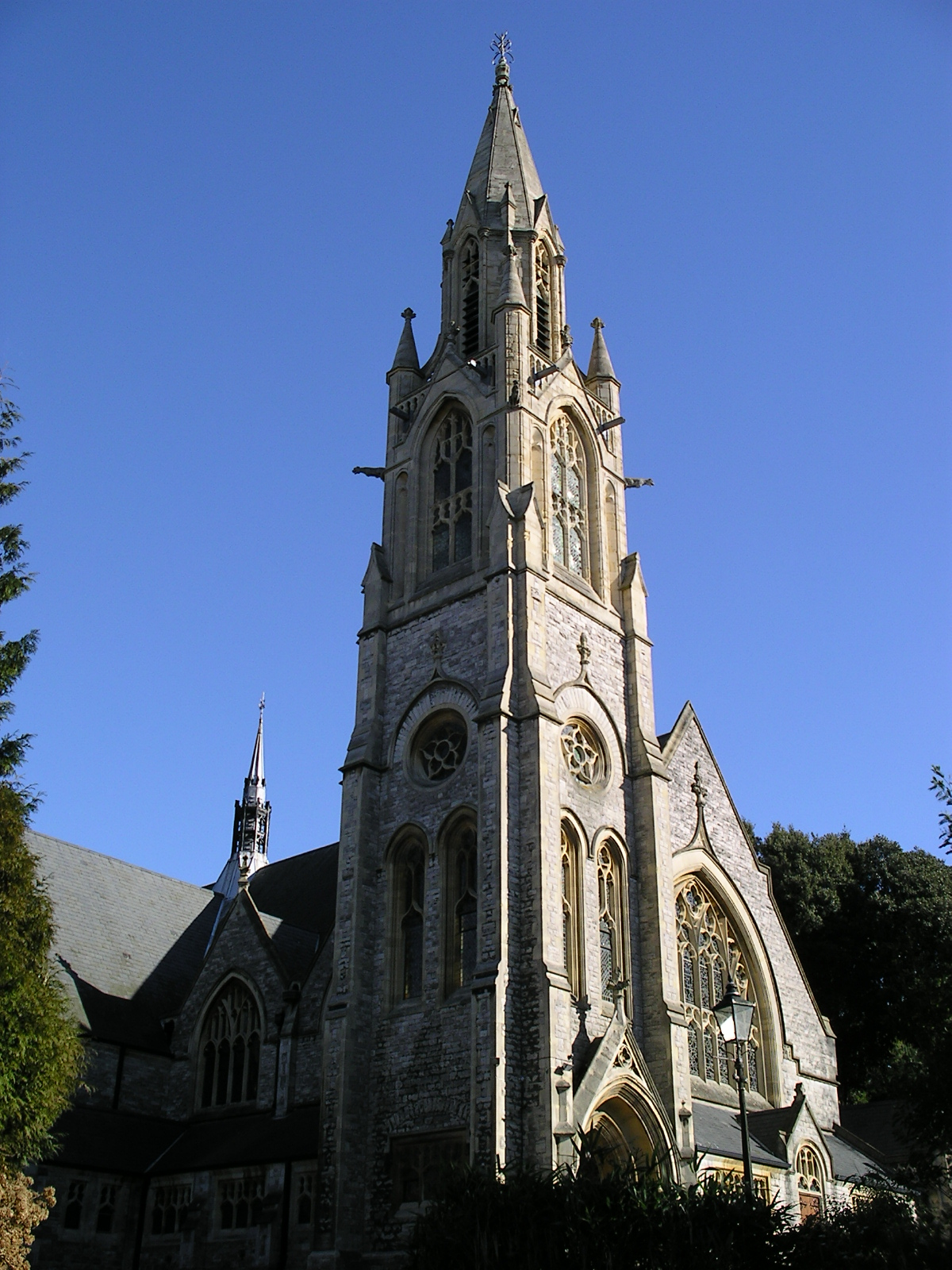
St Andrew's Richmond Hill church, built in 1865.
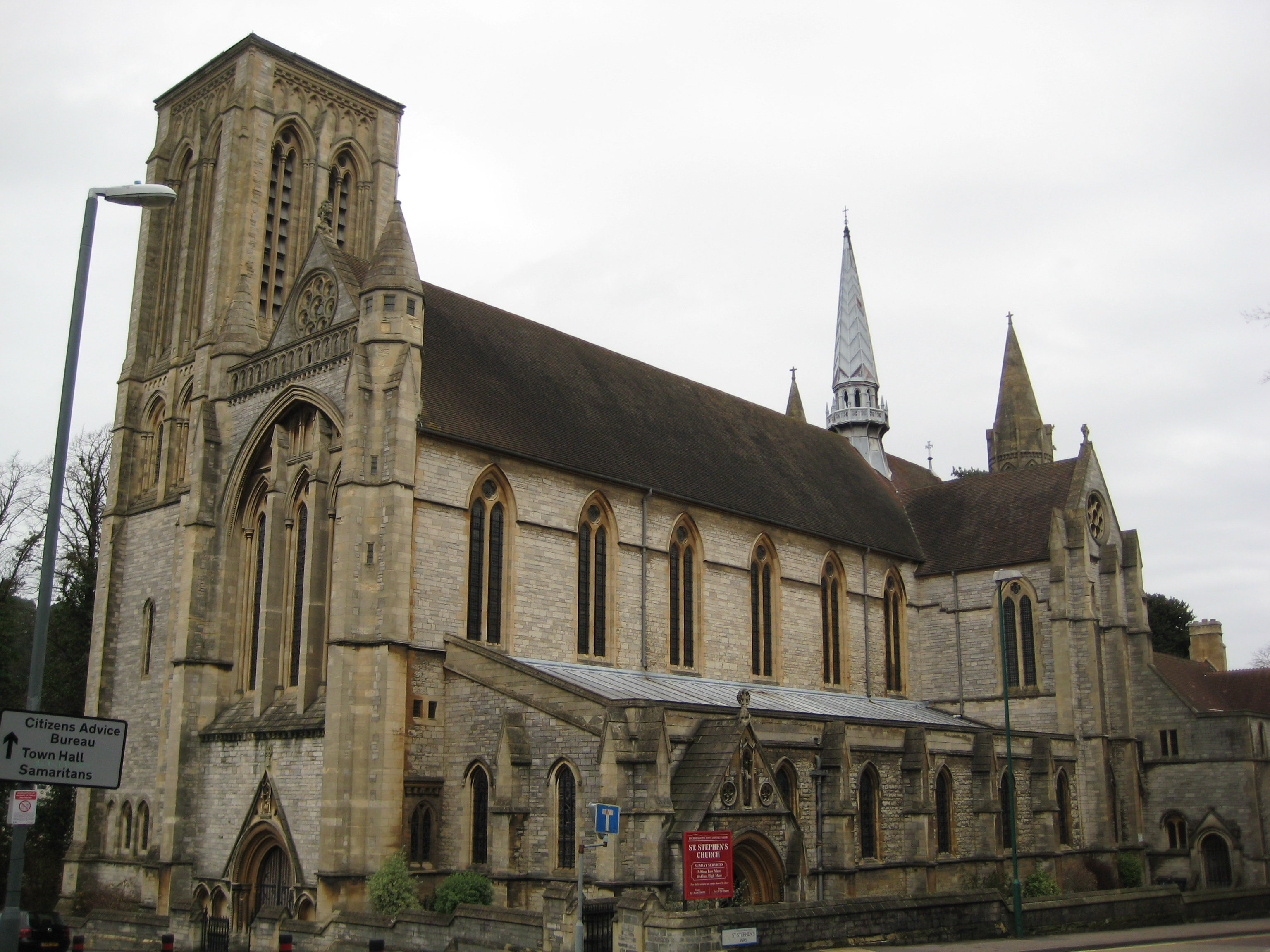
Bournemouth St Stephen's church, built in 1898.
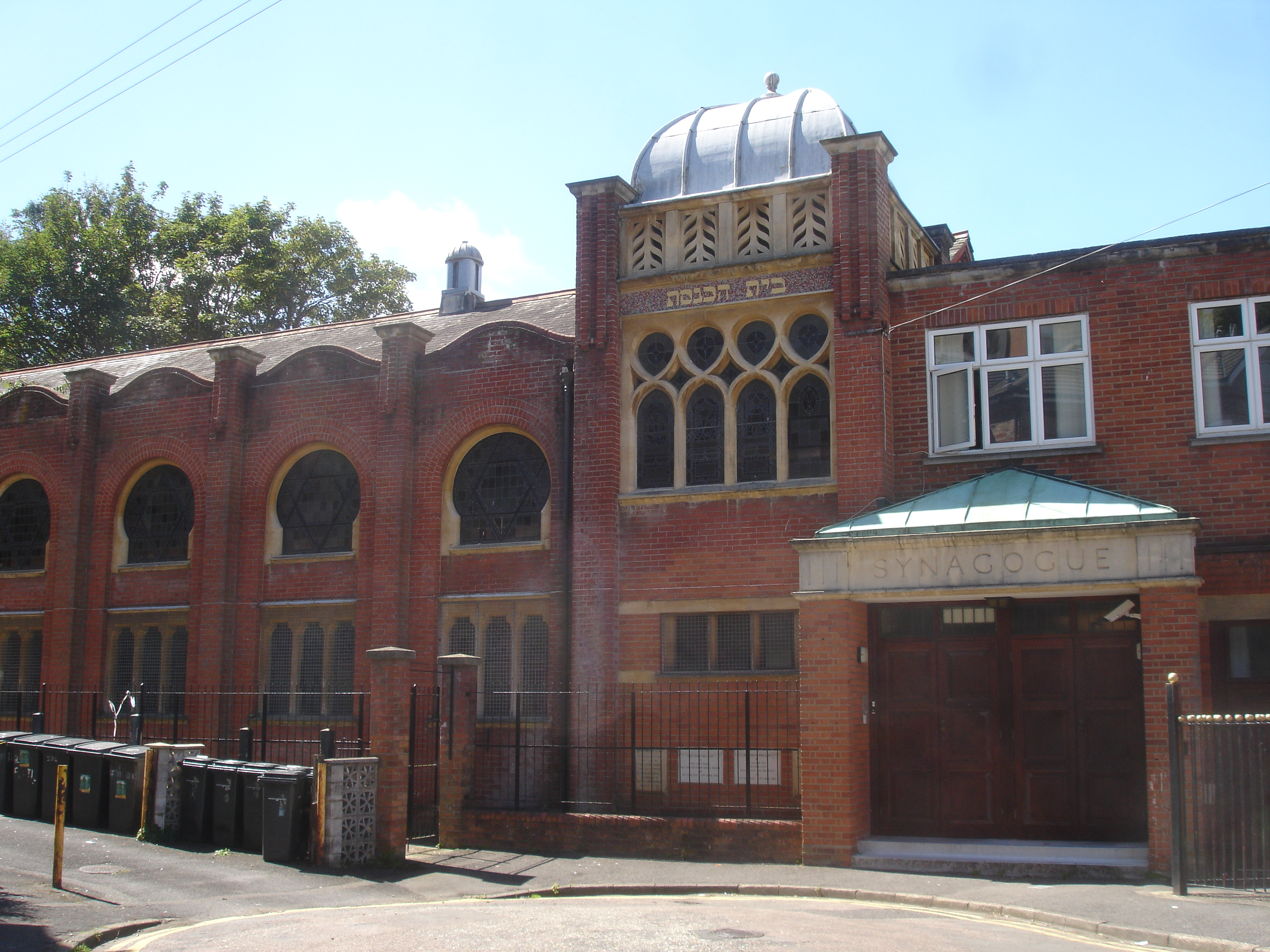
The Bournemouth Hebrew Congregation.